# Bayerisches Nationalmuseum
Das Bayerische Nationalmuseum in München beherbergt auf etwa 13.000 m² Ausstellungsfläche kunst- und kulturhistorische Sammlungen. Die Sammlungen, die vor allem regionale wie europäische Skulpturen und Kunsthandwerk umfassen, hatten von Beginn an nicht nur einen Bildungsauftrag an breite Schichten der Bevölkerung, sondern waren auch zur Ausbildung der Handwerkerschaft eingerichtet worden. Heute bieten das Haupt- und das östliche Obergeschoss einen historischen Rundgang vom frühen Mittelalter bis zum beginnenden 20. Jahrhundert. Im Untergeschoss präsentiert sich die volkskundliche Abteilung mit der berühmten Krippensammlung.

## Geschichte

### Erster Bau in der Maximilianstraße

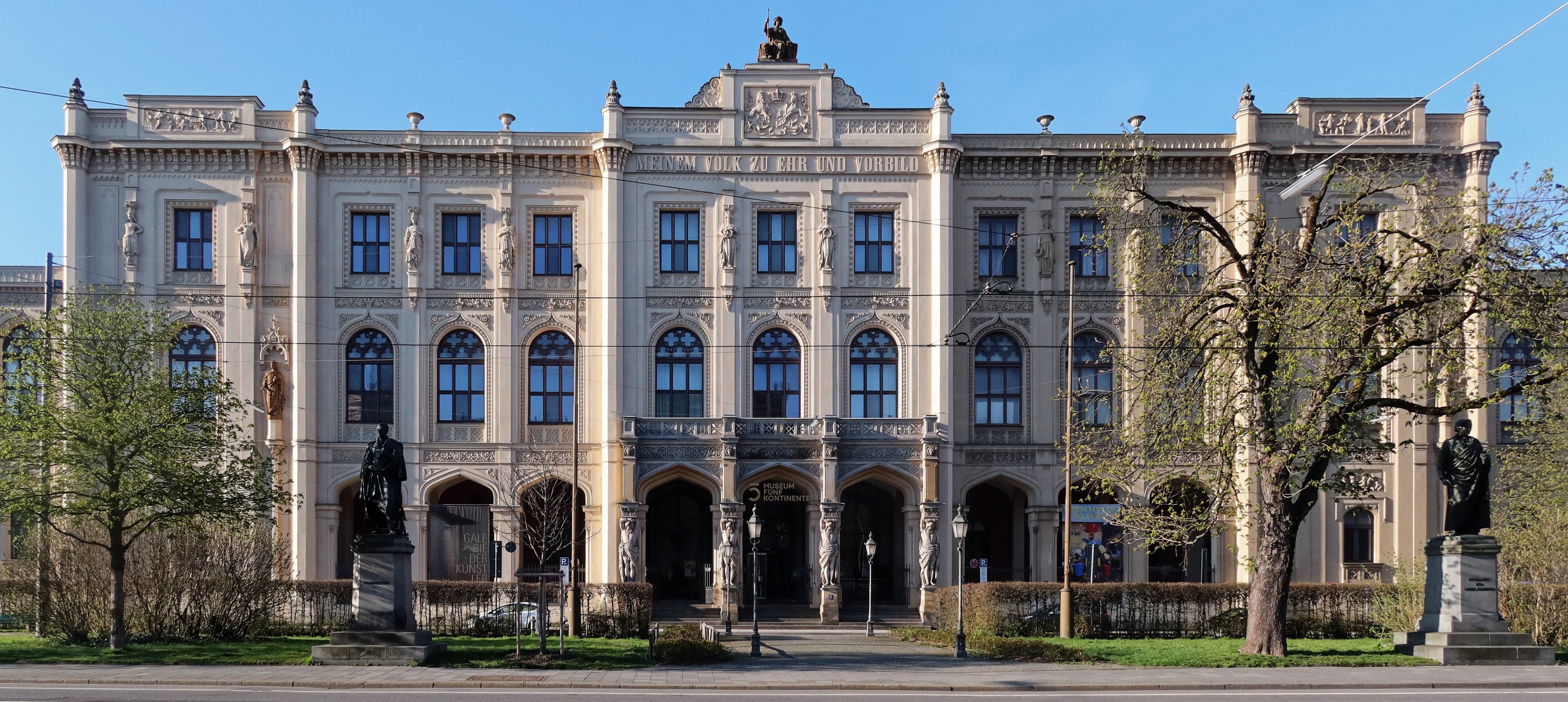
Das heutige Museum Fünf Kontinente

Die Gründung des Museums in der Mitte des 19. Jahrhunderts geht auf die persönliche Initiative von König Maximilian II. zurück. 1851 hatte der König die Great Exhibition in London besucht und die Anfänge des South Kensington Museums erlebt. 1853 legte in seinem Auftrag Archivdirektor Karl Maria von Aretin, der eine großangelegte Publikation der Kunstdenkmale des Bayerischen Herrscherhauses vorbereitete, Pläne für die Errichtung eines eigenen Wittelsbacher Museums vor. Den endgültigen Namen „Bayerisches Nationalmuseum“ bestimmte der Monarch in einem persönlichen Brief vom 30. Juni 1855. Äußerer Anlass für die neue Institution dürfte die Gründung des Germanischen Museums in Nürnberg 1852 gewesen sein, dem Maximilian offenbar sein dynastisches Museum entgegensetzen wollte.
Der erste Museumsbau – das heutige Museum Fünf Kontinente – entstand seit 1859 an prominenter Stelle auf dem Forum der Maximilianstraße und wurde 1867 eröffnet. Die im Grundstein versenkte Urkunde spricht von einer „Anstalt zur Aufbewahrung der interessantesten vaterländischen Denkmäler und sonstigen Überreste vergangener Zeiten“. Maximilians Vater, Ludwig I., hatte für die von ihm geschaffenen Museen, die Glyptothek und die Alte und die Neue Pinakothek, monumentale Bauten errichten lassen, in denen die nach damaligen Begriffen höchsten Errungenschaften der europäischen Kunst aufbewahrt und verehrt wurden: die Skulptur der Antike und die Malerei. Das Nationalmuseum, das in einem breiteren Sinne erzieherisch wirken sollte, erscheint als konsequente Weiterführung dieser vorangegangenen Gründungen.
Neben der zunächst im Vordergrund stehenden Geschichte Bayerns und des Hauses Wittelsbach richtete man auch „Separatsammlungen“ kunsthandwerklicher Objekte ein. Nach Materialgruppen aufgestellt, sollten die Gegenstände zeitgenössischen Künstlern und Handwerkern als Anregung dienen und ihnen Vorbilder für die eigene Arbeit an die Hand geben.
Schon bald nach der Eröffnung 1867 konnte das Bayerische Nationalmuseum an der Münchner Maximilianstraße einen bedeutenden Rang unter den Galerien und Museen der Landeshauptstadt einnehmen.

### Zweiter Bau in der Prinzregentenstraße

Bayerisches Nationalmuseum (2014)

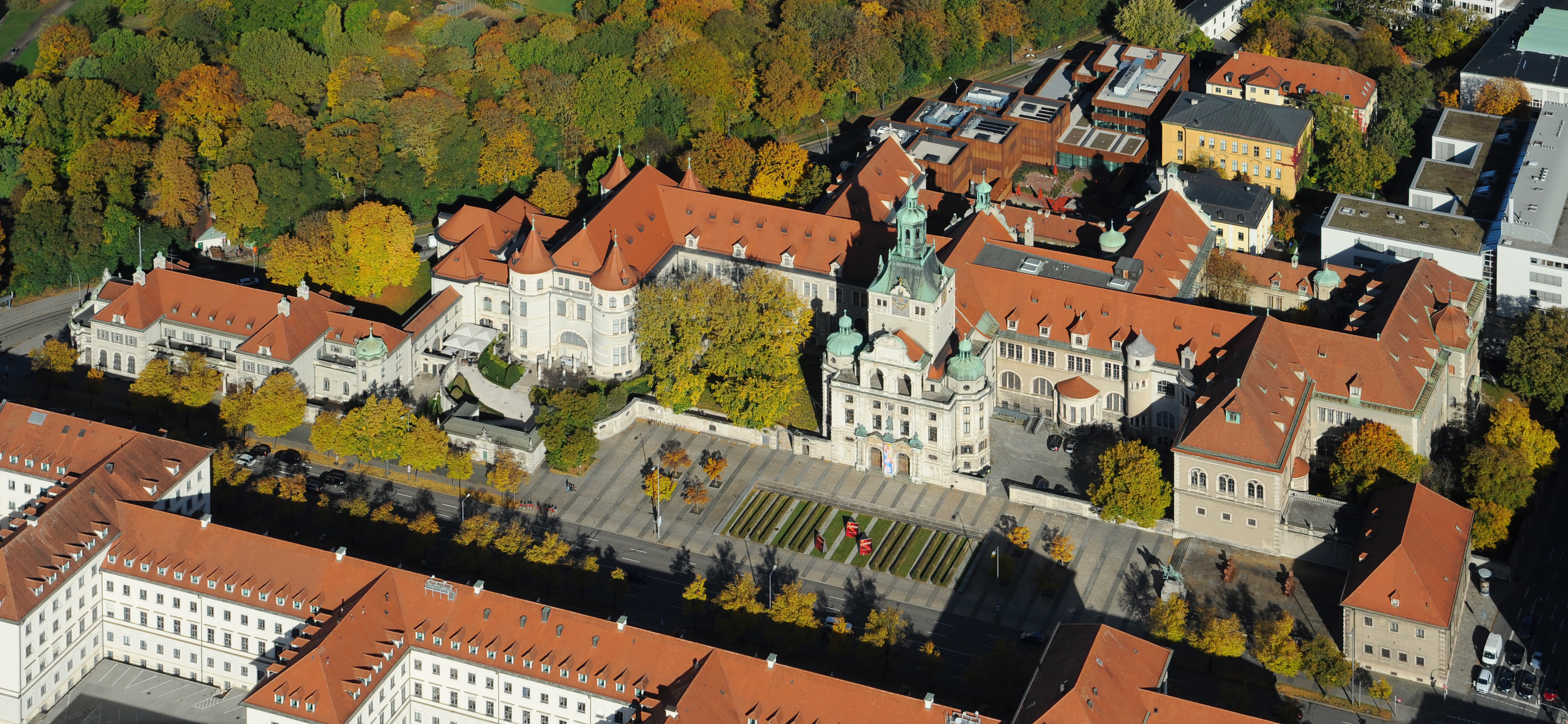
Luftbild

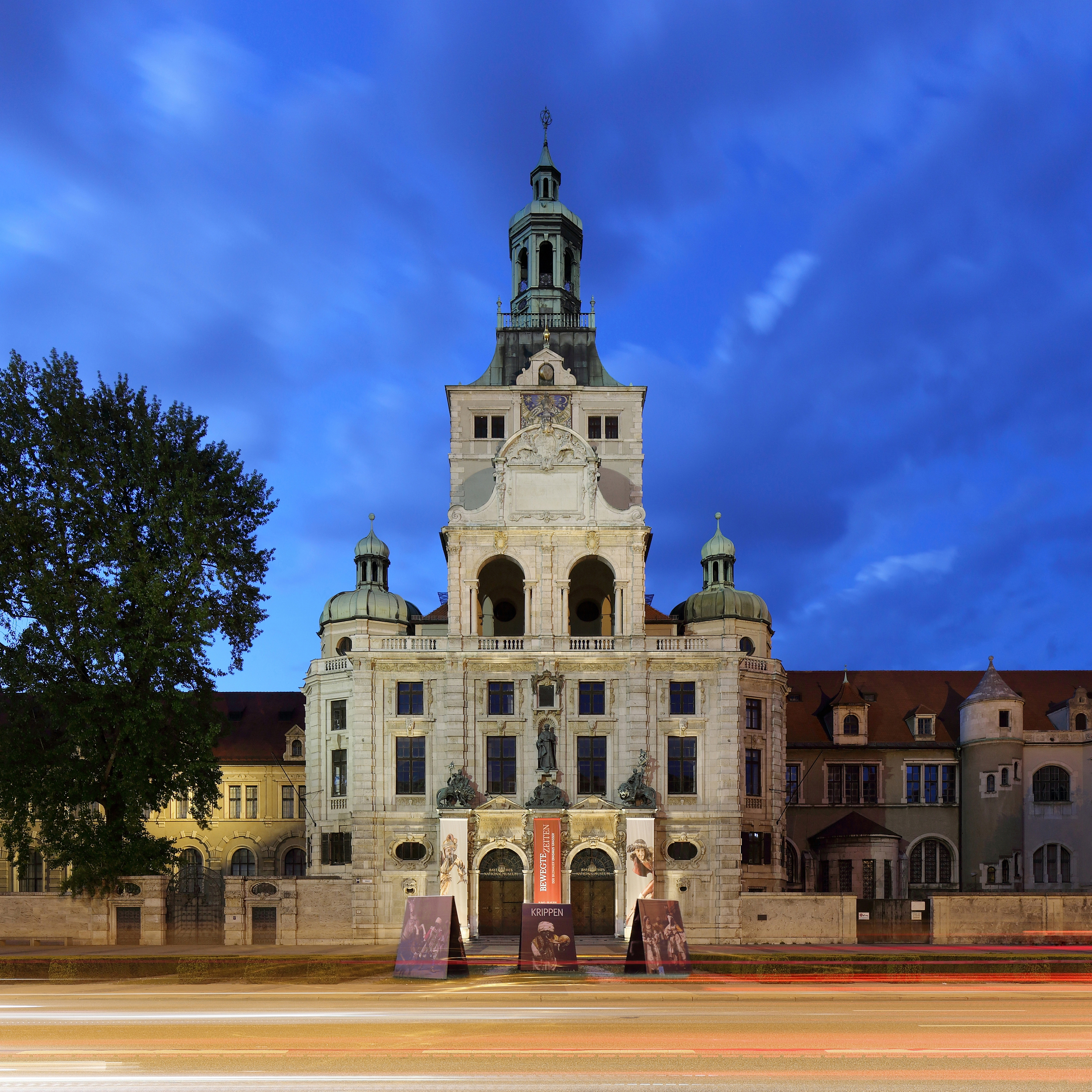
Bei Nacht (2018)

Die bei Bezug des Bayerischen Nationalmuseums an der Maximilianstraße schon beträchtliche Sammlung wuchs in den folgenden Jahren durch umfangreiche Neuzugänge, so dass der Platz in den Ausstellungsräumen knapp wurde. Die museale Darbietung (die Museumsdidaktik) bereitete zunehmend Schwierigkeiten; Beschwerden von Überfüllung sowie Mängel in der Anlage und Konstruktion des Hauses traten immer mehr in Erscheinung, so dass schließlich um 1890 eine grundlegende Sanierung vorgenommen wurde. Nach kurzer Zeit stellte sich jedoch heraus, dass die Probleme nur durch einen Neubau zu lösen seien.
Der vom Landtag 1892 beschlossene Neubau an der Prinzregentenstraße wurde 1894 nach Entwürfen Gabriel von Seidls begonnen und sechs Jahre später, am 29. September 1900, eröffnet. Seidls Nationalmuseum gehört zu den bedeutendsten und originellsten Museumsbauten seiner Zeit. Der Bau musste dabei dem Anspruch gerecht werden, die unterschiedlichsten Kunstwerke und Stile aus mehreren Jahrhunderten zu fassen. Das Bauprogramm sollte sich dazu an den Ausstellungsstücken orientieren. Seidl gelang dies über eine individuelle Ausgestaltung der einzelnen Gebäudeteile. So wurden die drei gleichwertig vortretenden Baukörper, die über Querbauten miteinander verbunden sind, jeweils mit einer eigenen Fassade im Stile der deutschen Renaissance, des Barock und des Rokoko ausgeschmückt. Gleichzeitig verzichtete von Seidl auf eine übermäßige Monumentalität sowie Anlehnungen an Sakralbauten, so dass eine Repräsentation von Staat und Kirche ausblieb und der Charakter des Nationalen, Regionalen und Bürgerlichen in den Vordergrund gestellt wurde.
Auch die Ausstellungsräume des Museums sind von unterschiedlicher Größe, Form und Dekoration. Seidl schuf wechselnde Dimensionen und Durchgangsachsen, wodurch jeder Raum einen neuen Eindruck erhielt. Weiter gestaltete er die Räume mit der Unterstützung von Rudolph Seitz so, dass es zum Einklang von Raumhülle, Inszenierung und Sammlungsgegenständen kommt. Die räumlichen Gesamtbilder waren dabei thematisch geordnet und verbanden die Exponate mit passendem Mobiliar und dekorativem Kunsthandwerk. Ihre Abfolge ergab einen für die Besuchenden sehr lebendigen und abwechslungsreichen Rundgang. Trotz partieller Umgestaltungen und Modernisierungen ist die Grundstruktur der Konzeption Seidls bis heute erhalten geblieben und verleiht dem Museum einen unverwechselbaren Charakter.
Die Außenbereiche wurden zur Bauzeit mit verschiedenen Kunstwerken geschmückt: dem Luitpolddenkmal (1913) und dem Hubertusbrunnen (1907) von Adolf von Hildebrand auf dem Forum an der Prinzregentenstraße, dem Narzissbrunnen (1898) von Hubert Netzer im Innenhof und dem Fischfraubrunnen (1900) von Josef Rauch an der Lerchenfeldstraße.

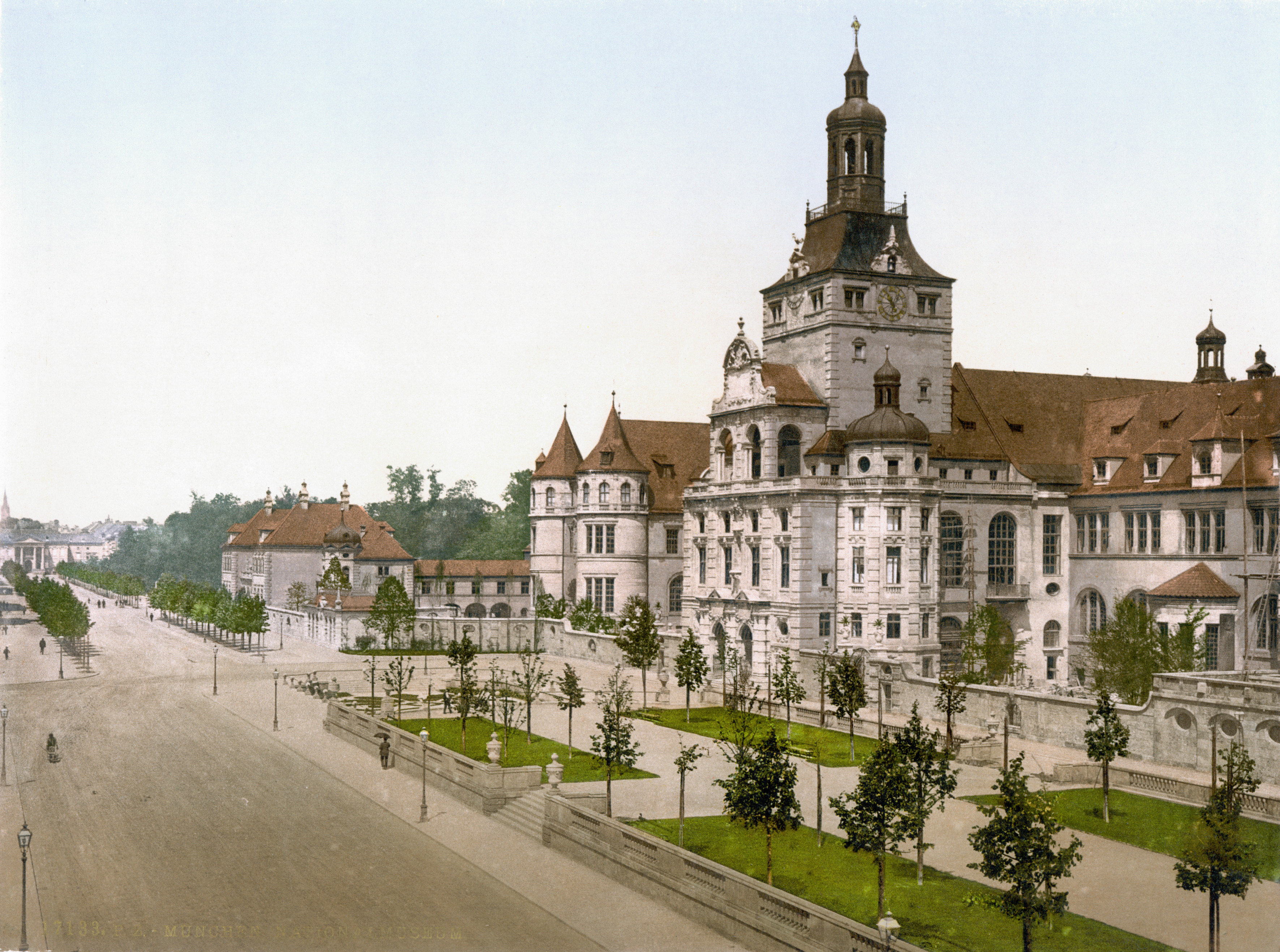
Nationalmuseum mit Prinzregentenforum (vor 1903)
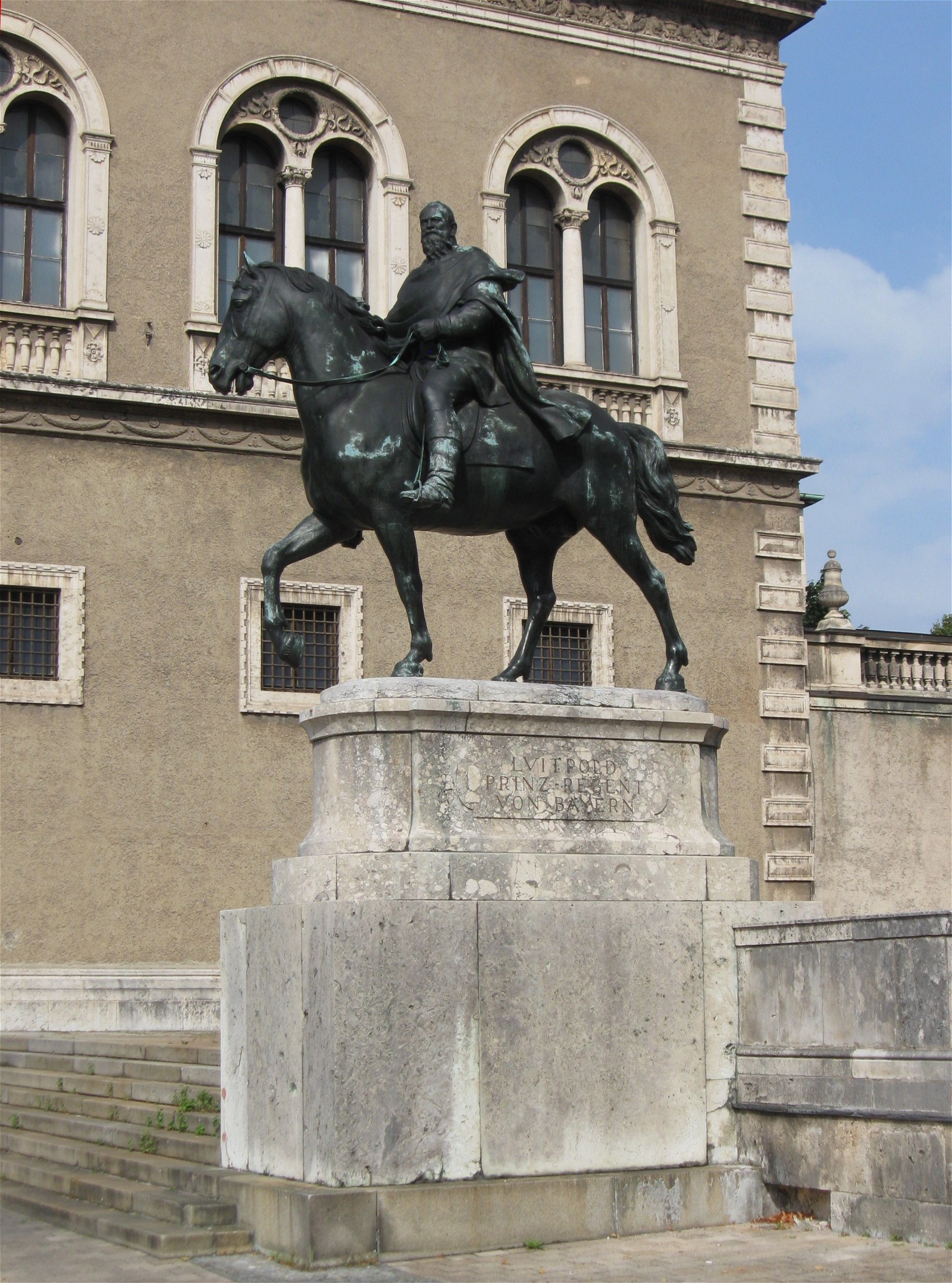
Luitpolddenkmal am Ostflügel
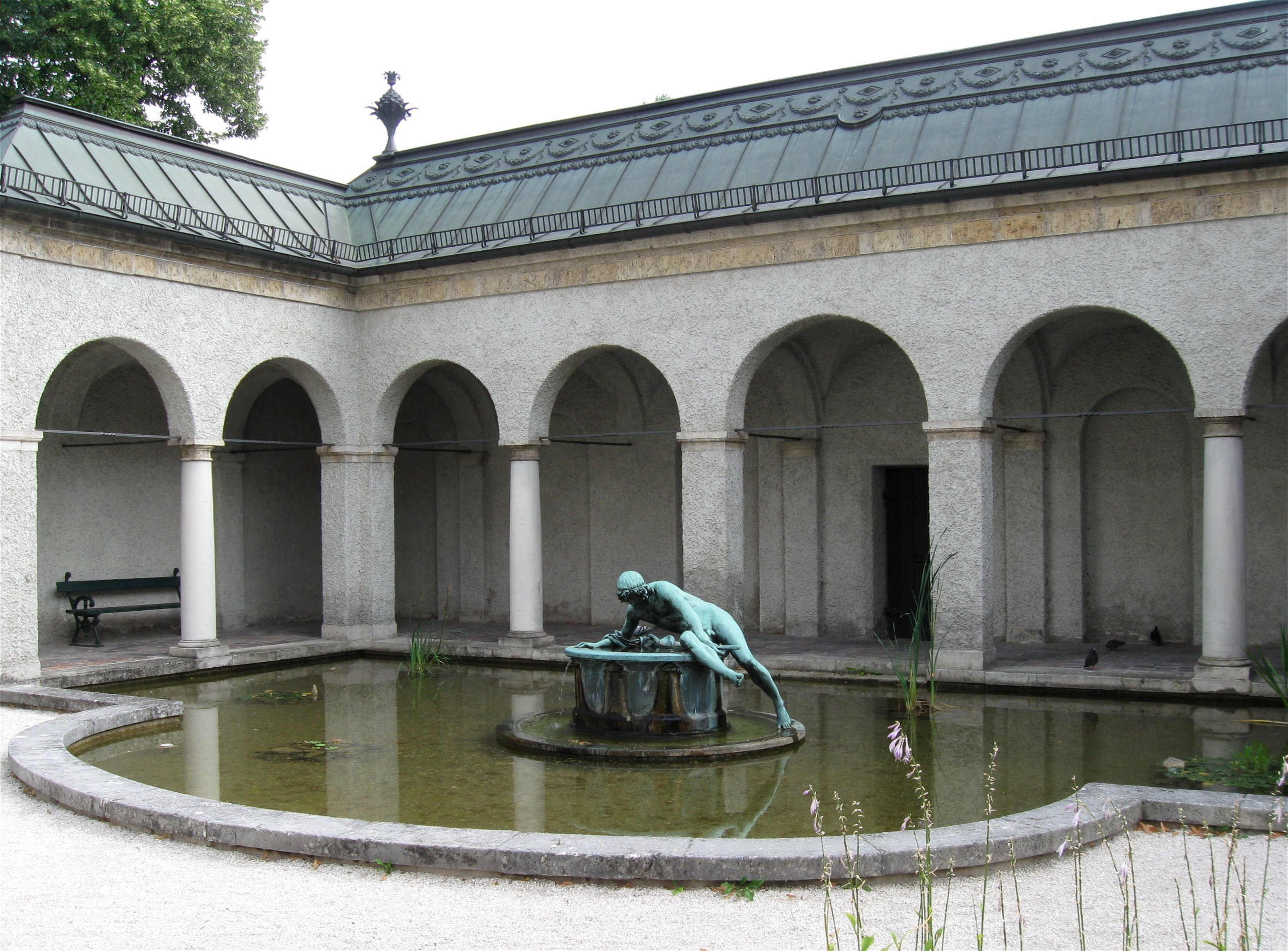
Narzissbrunnen im Innenhof
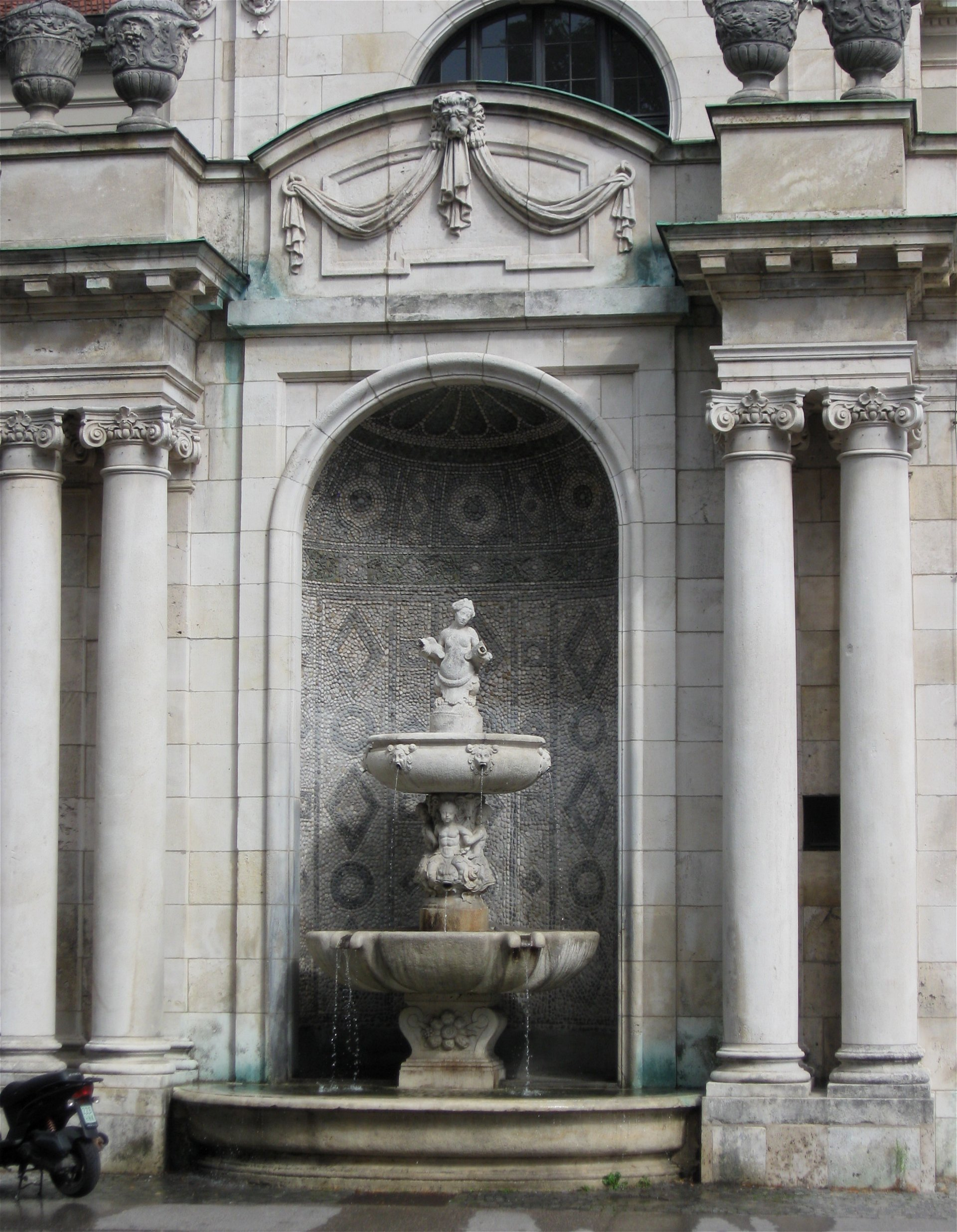
Fischfraubrunnen am Westflügel
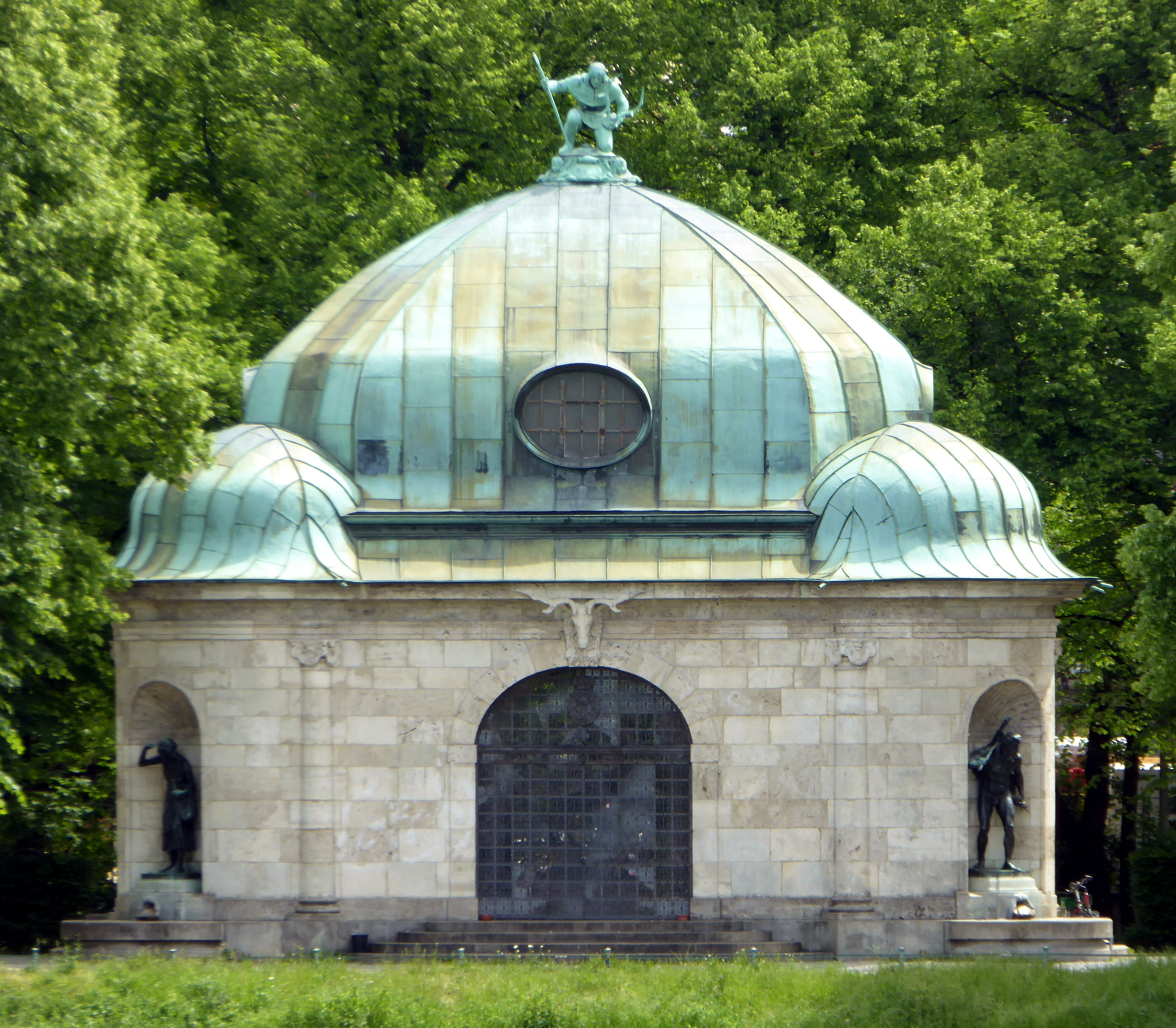
Hubertusbrunnen am heutigen Standort in Nymphenburg

### Erweiterungen

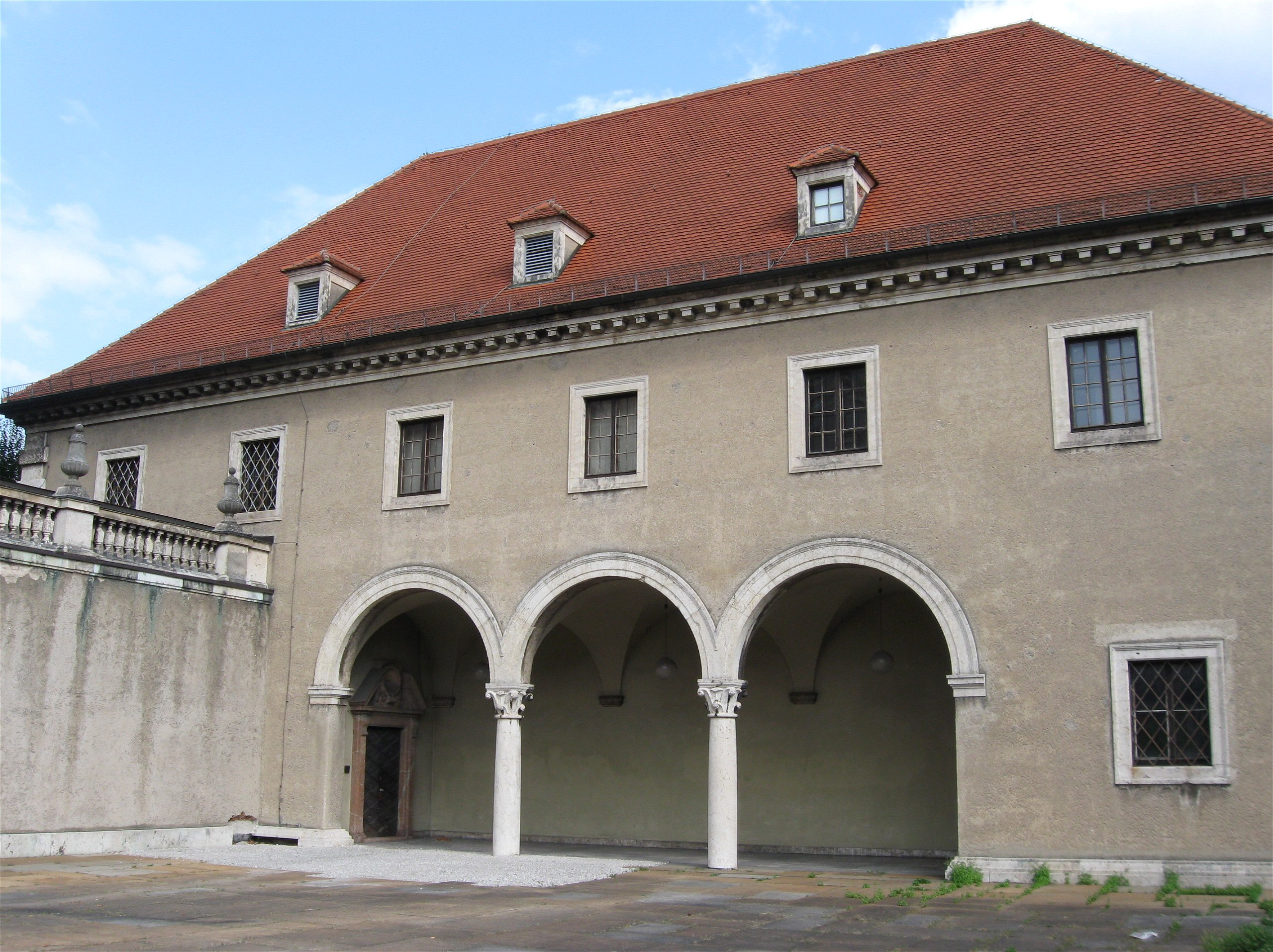
Erweiterungsbau von Bestelmeyer

Bereits 1905/06 wurde das Museum nach Norden um einige Säle und einen Werkstättentrakt erweitert. Für die äußere Erscheinung von größerer Bedeutung war jedoch der 1937–1939 nach Plänen von German Bestelmeyer errichtete Flügel an der Südostecke. Etwa gleichzeitig wurde das terrassenartig erhöhte, gärtnerisch angelegte Prinzregentenforum vor dem Nationalmuseum eingeebnet. Man baute damals auch das Luitpolddenkmal und den Hubertusbrunnen von Adolf von Hildebrand ab. Das Denkmal wurde auf einer neuen Terrasse um einige Meter versetzt wieder errichtet, der Brunnen erst 1954 am östlichen Ende des Nymphenburger Kanals.
Im Zweiten Weltkrieg wurde das Museumsgebäude durch Luftangriffe stark beschädigt und durch Brandbomben brannten wiederholt Säle aus. Die vorherige Auslagerung großer Teile der Sammlung und der Bibliothek verhinderten jedoch Schlimmeres. Nach der Besetzung durch die Amerikaner übernahm die US-Militärregierung den Schutz der Bergungsplätze und verbot jede eigenmächtige Bewegung der Kunstgegenstände. Nach 1945 galten die Anstrengungen am Bayerischen Nationalmuseum einer Wiederherstellung mit einfachsten Mitteln, um die Säle wieder einzurichten und der Öffentlichkeit zugänglich zu machen. Am 13. April 1947 konnten die ersten Säle im östlichen Erdgeschoss wiedereröffnet werden. Die Sammlung des im Krieg weitgehend zerstörten Bayerischen Armeemuseums fand bis zum Umzug nach Ingolstadt im Jahr 1969 ebenfalls ein vorübergehendes Zuhause im Nationalmuseum.
Nach einer ersten Gesamtsanierung 1973, in der unter anderem die technische Ausstattung angepasst wurde, drängten abermals auftretende Platzprobleme in den 1990er-Jahren auf zusätzliche Anbauten. Ein großzügiger Neubau an der Himbsel- und Oettingenstraße nahm die Werkstätten der Museumshandwerker und die Restaurierungsateliers auf. In dem 1999 bezogenen Gebäude befindet sich auch der Lehrstuhl für Restaurierung, Kunsttechnologie und Konservierungswissenschaft der Technischen Universität, der eng mit dem Bayerischen Nationalmuseum kooperiert.
Das Hauptgeschoss des Westflügels des Hauses wurde nach aufwendiger Sanierung im Juli 2015 wieder geöffnet. Dort sind seither bedeutende Teile des Bestands wie barocke Großskulpturen, Elfenbeinarbeiten, Prunkmöbel und Uhren präsentiert, die zuletzt nur in einer Interimsausstellung im Ostflügel zu sehen waren.

### Direktoren
- 1855–1868: Karl Maria Freiherr von Aretin
- 1868–1885: Jakob Heinrich von Hefner-Alteneck
- 1885–1897: Wilhelm Heinrich von Riehl
- 1897–1907: Hugo Graf
- 1907–1908: Georg Hager
- 1909–1914: Hans Stegmann
- 1916–1931: Philipp Maria Halm
- 1932–1947: Hans Buchheit
- 1948–1968: Theodor Müller
- 1968–1974: Hans R. Weihrauch
- 1974–1985: Lorenz Kriss-Rettenbeck
- 1985–1991: Johann Georg Prinz von Hohenzollern
- 1991–1999: Reinhold Baumstark
- 1999–2018: Renate Eikelmann
- seit Juli 2018: Frank Matthias Kammel[3]

## Dauerausstellung und Sammlungen
Das Bayerische Nationalmuseum umfasst auf drei Geschossen Ausstellungsräume von insgesamt etwa 13.000 Quadratmetern Grundfläche. Der Grundstock der Sammlung stammt aus dem Kunstbesitz der Wittelsbacher. Er ist es vor allem, der dem Nationalmuseum seine über den lokalen Bereich hinausweisende Bedeutung verleiht. Vielfalt und Breite der Sammelgebiete wurden jedoch insbesondere durch die Neuzugänge der Folgezeit begründet. Bis heute werden die Bestände kontinuierlich und planvoll ergänzt, was nicht nur durch Ankäufe, sondern auch über bedeutende Stiftungen oder Vermächtnisse geschieht. Unterstützung erfährt das Nationalmuseum dabei insbesondere durch den 1960 ins Leben gerufenen „Freundeskreis des Bayerischen Nationalmuseums“.   Die ältesten Ausstellungsstücke stammen aus der Spätantike und dem beginnenden frühen Mittelalter, die vorangegangene Zeit wird dagegen in der benachbarten Archäologischen Staatssammlung präsentiert.

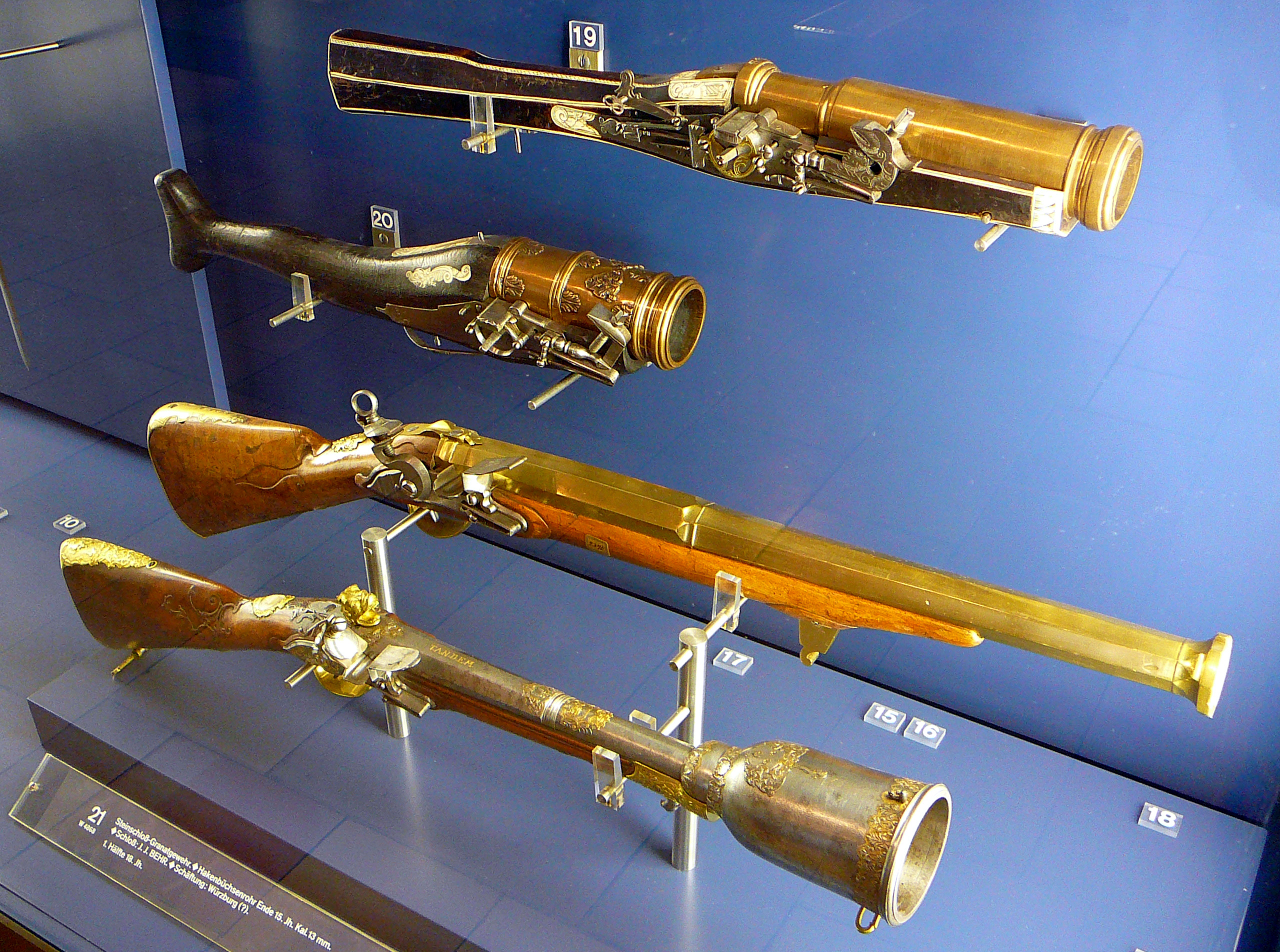
Frühneuzeitliche Granatgewehre

### Erdgeschoss
Das Hauptgeschoss beherbergt in einer imposanten Folge historischer Raumgestaltung kostbare Gemälde, Holzskulpturen, Bronzen, mittelalterliche Elfenbeine, Tapisserien, Möbel, Waffen und Kunsthandwerk vom frühen Mittelalter bis zur Aufklärung. Insbesondere die einzigartigen und besonders reich vertretenen Meisterwerke süddeutscher Bildschnitzerkunst von Hans Multscher, Tilman Riemenschneider, und Hans Leinberger sind hervorzuheben.

#### Bildwerk aus Mittelalter und Renaissance

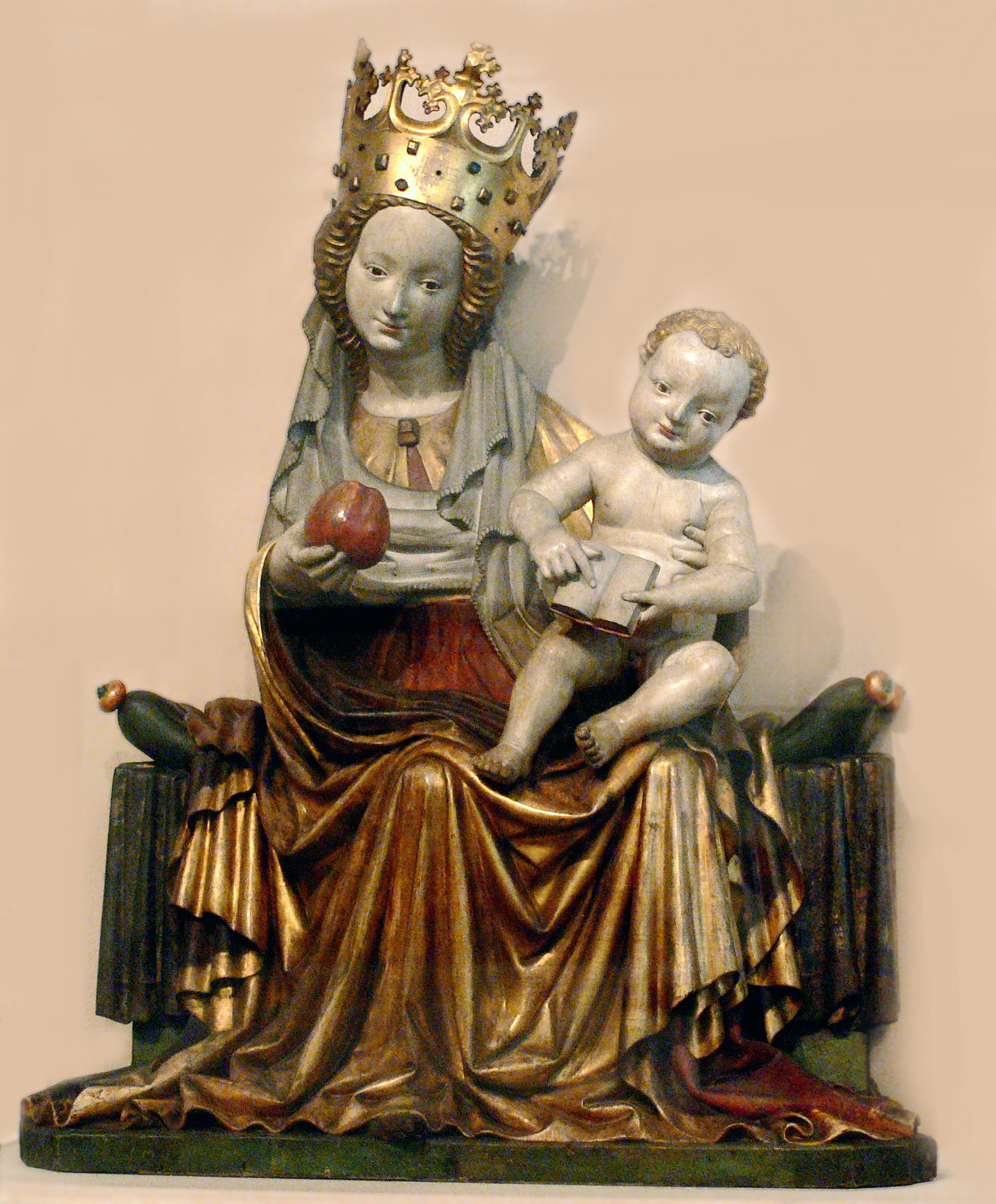
Seeoner Madonna

Zu den bedeutendsten Werken aus der Zeit der Romanik zählen die marmornen Löwen aus Reichenhall. Zusammen mit der Skulpturensammlung der Staatlichen Museen zu Berlin verfügt das Bayerische Nationalmuseum über den umfangreichsten Bestand an deutschen Skulpturen aus Gotik und Renaissance. Die Werke wurden zum großen Teil bereits zwischen 1853 und 1867 erworben, fast durchweg aus dem Kunsthandel. Drei besonders bedeutsame Komplexe stammen hingegen teils aus jüngerer Zeit. So verfügt das Museum über die einzige museale Sammlung großplastischer Werke von Hans Leinberger, dem führenden bayerischen Bildschnitzer und Bildhauer der Renaissance. Sie wurde erst Anfang des 20. Jahrhunderts aufgebaut, in der Blütezeit des deutschen Expressionismus, in der man für die Plastiken Leinbergers mit ihrer Ausdrucksstärke und der Bewegtheit ihrer Formen besonders empfänglich war. Die Bestände an Werken des führenden schwäbischen Bildschnitzers des 15. Jahrhunderts, Hans Multscher, sowie des Würzburgers Tilman Riemenschneider wurden kontinuierlich über die anderthalb Jahrhunderte des Bestehens des Museums aufgebaut. Für Riemenschneider kann das Bayerische Nationalmuseum wiederum zusammen mit der Berliner Skulpturensammlung die bedeutendste Werkgruppe aufweisen.
Besondere Bedeutung kommt dabei den Figuren aus dem Schrein des Münnerstädter Magdalenenretabels von 1490/92 zu, einem der Hauptwerke Riemenschneiders. Vor allem die nackte, von unterschiedlich dichtem Haar bedeckte Gestalt der heiligen Maria Magdalena führt die ganze Virtuosität seiner Schnitztechnik vor Augen. Ein weiteres Schlüsselwerk des jungen Riemenschneider sind die Gruppen der Soldaten und der Angehörigen Jesu aus einem Kreuzigungsretabel, die erst 1994 erworben wurde. Bei ihnen hat sich zudem die exquisite Farbfassung des Rothenburger Franziskaners Martinus Schwarz nahezu unversehrt erhalten.
Ein Höhepunkt der Sammlung ist das „Bamberg Antependium“, ein Leinenartefakt mit Gold und Seide von 1300. Es zeigt die Anbetung der Heiligen Drei Könige, die sich auf Pferden Maria mit Kind nähern. Es gehört seit 1923 zur Sammlung und befand sich davor in der Kathedrale von Bamberg. Das Werk misst 73,5 mal 274 cm. Es ist zur Zeit 2024 nicht zu besichtigen, da der ganze Mittelaltertrakt wegen Umbauarbeiten geschlossen ist. 
Weitere Höhepunkte der Sammlung markieren die Muttergottes aus Kloster Seeon und die Schreinfiguren des Hochaltarretabels des Freisinger Doms von 1443, Werke, in denen die schönlinige Eleganz des Weichen Stils (auch als Schöner oder Internationaler Stil bekannt), wie sie die Werke der Vorgängergeneration bestimmt hatte, durch einen neuen Realismus niederländischer Prägung überformt wird. Das 14. Jahrhundert ist durch mehrere Schlüsselwerke vertreten, die Kaiser Ludwig der Bayer in Auftrag gegeben hatte.
In der Reformationszeit lösen kleinplastische Werke für kunstsinnige Mäzene die Kirchenausstattungen als prominenteste Aufträge der Bildhauer und Bildschnitzer ab. Der wohl bedeutendste Repräsentant dieser Epoche, der deutsch-niederländische Hofkünstler Conrat Meit, ist im Bayerischen Nationalmuseum durch eine Gruppe besonders exquisiter Arbeiten vertreten.

#### Gemälde aus Mittelalter und Renaissance

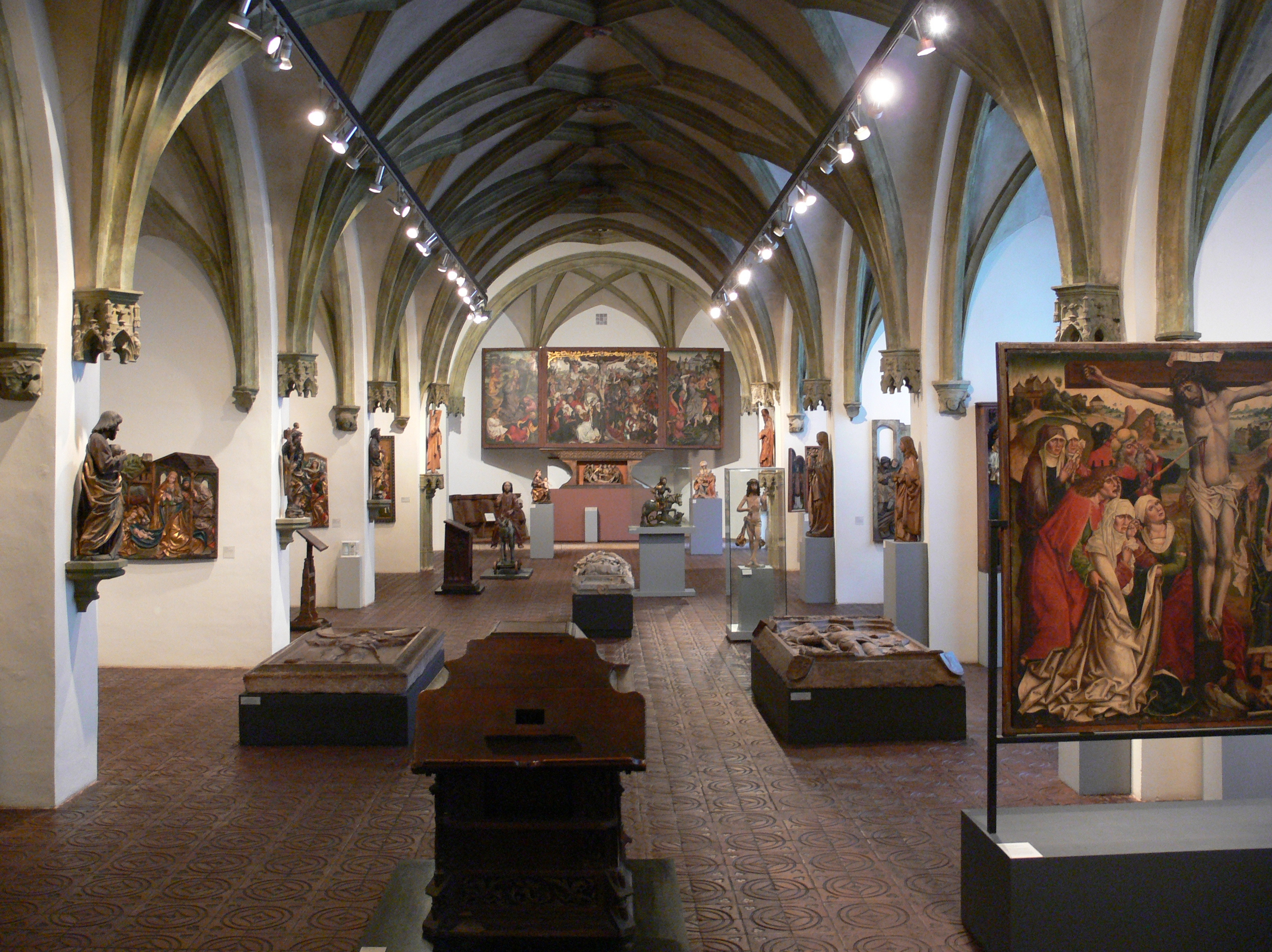
Bayerisches Nationalmuseum, Kirchensaal

Schon seit 1836 war die Alte Pinakothek öffentlich zugänglich. Entsprechend ist die Gemäldesammlung des Bayerischen Nationalmuseums nicht so systematisch aufgebaut wie jene der Skulpturen. Dennoch besitzt das Museum mehrere hundert Gemälde aus Mittelalter und Renaissance, und die frühe bayerische Malerei kann nirgends sonst in solcher Fülle und auf so hohem Niveau studiert werden. Für das 14. Jahrhundert steht die große Tafel mit der Kreuzigung und der Auferweckung der Drusiana aus der Münchener Augustinerkirche, für das mittlere 15. Jahrhundert das untere Register der tabula magna aus Kloster Tegernsee, des Hauptwerks des Münchener Malers Gabriel Angler von 1444/45, eine Leihgabe der Bayerischen Staatsgemäldesammlungen.
Am Anfang des 16. Jahrhunderts war Jan Polack der führende Maler in München. Im Kirchensaal des Bayerischen Nationalmuseums werden große Teile seiner zwei wohl bedeutendsten Altarwerke präsentiert, der Retabel aus der Münchener Peterskirche und aus der 1802 abgebrochenen Münchener Franziskanerkirche.
Die Hauptwerke der schwäbischen und fränkischen Malerei des 15. und 16. Jahrhunderts sind in den Zweigmuseen des Bayerischen Nationalmuseums in Kempten und Kronach ausgestellt. Im Münchener Haupthaus verblieben jedoch das große Retabel aus der Bamberger Franziskanerkirche von 1429, der Artelshofener Sippenaltar von Wolf Traut aus der Nürnberger Lorenzkirche sowie das Haunstetten-Epitaph des Ulmer Meisters der Sterzinger Altarflügel, der eng mit Hans Multscher zusammengearbeitet hat, außerdem zwei sehr qualitätvolle Altarflügel von Bernhard Strigel.
Viele Gemälde wurden aus dem Fundus der staatlichen Gemäldesammlungen übernommen, anderes aber auch privat erworben. So ist ein Hauptwerk böhmischer Malerei um 1400, der so genannte Pähler Altar, 1857 vom Schullehrer Xaver Kratzer von Beuerberg bei Wolfratshausen auf dem Dachboden eines Bauernhofes zwischen Weilheim und Pähl entdeckt worden. Das berühmte Porträt des Hofnarrs Mertl Witz vom Münchener Hofmaler Hans Mielich ist eine Leihgabe des Historischen Vereins von Oberbayern.
Zu sehen sind auch historische Raumensembles wie die Zunftstube Augsburger Weber und herausragende gotische Schränke. Hauptwerke der Elfenbeinkunst, bedeutende Glasfenster und nicht bedeutende Zeugnisse Textilien aus gotischer Zeit sowie zahlreiche Medaillen, Miniaturen, Gemälde und vollplastische Skulpturen der Renaissancezeit runden die Sammlung ab.

#### Elfenbeine vor 1550

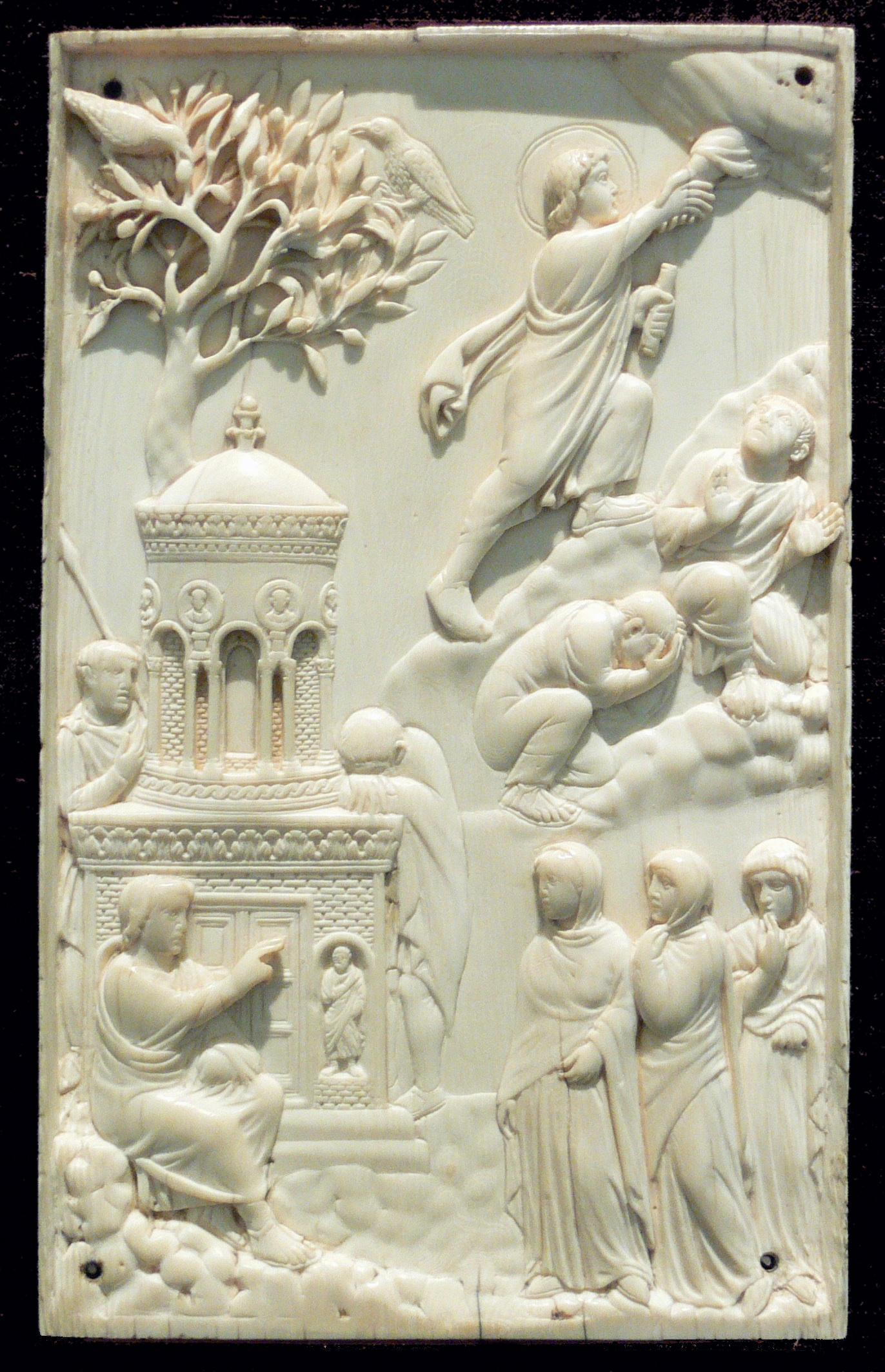
Reidersche Tafel, um 400 nach Christus

Die Gruppe spätantiker und mittelalterlicher Elfenbeine ist relativ klein, verfügt aber über einige weltweit einzigartige Stücke. Neben mehreren Abtskrümmen aus bayerischen Klöstern sowie Reliefs vom Magdeburger Antependium Kaiser Ottos I. zählt ein Relief aus dem Umkreis des weströmischen Kaiserhofes mit einer der ältesten Darstellungen der Himmelfahrt Christi zu den berühmtesten Werken der Sammlung. Ähnlichen Rang wie diese als Reidersche Tafel bekannte Arbeit hat der wohl um 1000 in Dänemark geschaffene sogenannte Kunigundenkasten. Zusammen mit weiteren Meisterwerken der Elfenbeinschnitzerei sind die beiden letztgenannten Arbeiten 1860 aus der privaten Sammlung des Bamberger Heimatforschers Martin von Reider erworben worden. Gerade Reiders Sammlung macht deutlich, welchen Gefährdungen die mittelalterliche Schatzkunst in der Säkularisationszeit ausgesetzt war, und welche Rolle private Sammler bei der Bewahrung der erhaltenen Reste gespielt haben. In einer vom Courtauld Institute of Art in London koordinierten Datenbank werden die gotischen Elfenbeine des Bayerischen Nationalmuseums künftig online recherchierbar sein.

#### Waffen und Rüstungen
Die Waffensammlung geht im Kern zurück auf die Harnischkammer der Wittelsbacher, die jedoch in ihrer Gesamtheit nicht mehr besteht. Bedeutende Zugänge ab dem späten 19. Jahrhundert kamen aus Schloss Hohenaschau, Schloss Ambras sowie aus der Gewehrkammer
der Wittelsbacher der Münchner Residenz. Ausgestellt sind in dem großen Waffensaal verschiedene Harnische des 16. und frühen 17. Jahrhunderts, einzelne Harnischteile, darunter die Reihengarnitur des Salzburger Fürsterzbischofs Wolf Dietrich von Raitenau,
Stangenwaffen und Blankwaffen, unter denen sich einige einzigartige spätgotische Schwerter befinden.

#### Barock und Rokoko
Neben Prunkmöbeln, Goldschmiedearbeiten, Waffen, Musikinstrumenten, Uhren, Gläser, Miniaturen, Elfenbeinarbeiten und Bronzeplastiken gehören die Florentiner Bronzen der Medici, darunter eine Bronzeskulptur zweier kämpfende, ineinander verschlungener Ringer von Massimiliano Soldani Benzi und ein Pastellgemälde von Rosalba Carriera aus Venedig zu den wichtigsten Ausstellungsstücken. Das Rokoko wird unter anderem von Meisterwerken bayerischen Rokokoskulptur, darunter einer Vielzahl von teils farbig gefassten Werken Ignaz Günthers und Johann Baptist Straubs und seltene Möbeln repräsentiert, die zum Teil im Obergeschoss ausgestellt sind.

#### Sammlung Reuschel
Dem Sammler und Münchner Bankier Wilhelm Reuschel verdankt das Bayerische Nationalmuseum über 60 Ölskizzen des Spätbarocks. Mit Reuschels zunehmendem Interesse an Entwürfen für Kirchendekorationen in den 1930er Jahren nahm seine Sammlung immer größer werdende Ausmaße an und wurde 1959 schließlich dem Nationalmuseum als Dauerleihgabe übergeben. Die Ideenskizzen für großformatige Decken-, Wand- und Altarbilder zeigen die Entwicklung der süddeutschen und österreichischen Malerei des 18. Jahrhunderts auf. Martin Knoller, Franz Anton Maulbertsch, Franz Joseph Spiegler, Johann Christian Wink und Januarius Zick zählten zu Wilhelm Reuschels bevorzugten Künstlern.

### Obergeschoss
Der Rundgang durch die Kulturgeschichte setzt sich im östlichen Obergeschoss mit Stilepochen vom Klassizismus bis zum Jugendstil fort, die durch Skulpturen, Möbel, Porzellane und Gläser eindrucksvoll vor Augen geführt werden.
Im westlichen Obergeschoss präsentieren ausgewählte Fachabteilungen die Sammlungen von Porzellan, der Musikinstrumente und Spiele, sowie das effektvoll im Reinraum aufgebaute Tafelsilber des Hildesheimer Fürstbischofs aus dem 18. Jahrhundert.

#### Elfenbeine nach 1550
Die Sammlung nachmittelalterlicher Elfenbeine des Bayerischen Nationalmuseums gehört mit denen des Kunsthistorischen Museums in Wien und des Grünen Gewölbes in Dresden sowie einer Reihe weiterer fürstlicher Sammlungen zu den weltweit größten und bedeutendsten ihrer Art. Der Bestand reicht vom 16. bis zum 19. Jahrhundert mit dem Schwerpunkt auf der Elfenbeinkunst des Barock. Die zumeist im deutschen Sprachraum und in den Niederlanden geschaffenen barocken Elfenbeine bilden dabei den künstlerisch hervorragendsten und quantitativ größten Bereich, war das exotische Elfenbein doch vom Ende des 16. Jahrhunderts bis in die zweite Hälfte des 18. Jahrhunderts einer der bevorzugten Werkstoffe für Statuetten und kleinformatige Reliefs, Humpen und Pokale. Daneben entstanden mit den barocken Drechselarbeiten aus Elfenbein niemals wieder erreichte virtuose Kunstkammerstücke, die auf komplizierten mechanischen Drehbänken gefertigt wurden.
Die Elfenbeinsammlung des Bayerischen Nationalmuseums geht auf die Sammlungen der kurbayerischen und kurpfälzischen Wittelsbacher aus München und Düsseldorf/Mannheim zurück. Entsprechend der jahrhundertealten fürstlichen Herkunft eines Großteils der Sammlung besitzt sie einen eindeutig höfischen Charakter, der sich in der virtuosen künstlerischen Qualität und teils gesuchten Einzigartigkeit ihrer Objekte spiegelt. Gemeinsam mit der 1811 vom bayerischen Staat erworbenen privaten Elfenbeinsammlung Mayr aus Regensburg sowie übernommenem Säkularisationsbesitz wurden die Sammlungen im Laufe des 19. Jahrhunderts in München öffentlich präsentiert und 1857, vor allem aber 1866 an das kurz zuvor gegründete Bayerische Nationalmuseum überwiesen. Wichtige Ankäufe – wie die 1992 erworbene Gruppe mit der Schindung des Marsyas von Adam Lenckhardt – werden bis heute getätigt.
Diese Sammlung mit ca. 250 Arbeiten der führenden Elfenbeinkünstler vom 16. bis 18. Jahrhundert wird ab voraussichtlich 2017 wieder in großem Umfang zu sehen sein. Der einzigartige Überblick über die Elfenbeinkunst reicht von Werken Christoph Angermairs, dem Elfenbeinschnitzer Kurfürst Maximilians I. von Bayern, über die in diesem Umfang nur in München vorhandenen Werkgruppen von Georg Petel, Ignaz Elhafen, Antonio Leoni und Simon Troger bis hin zu den vielfältigen Beispielen profaner und sakraler Werke der verschiedensten europäischen Elfenbeinkünstler.

#### Spiele

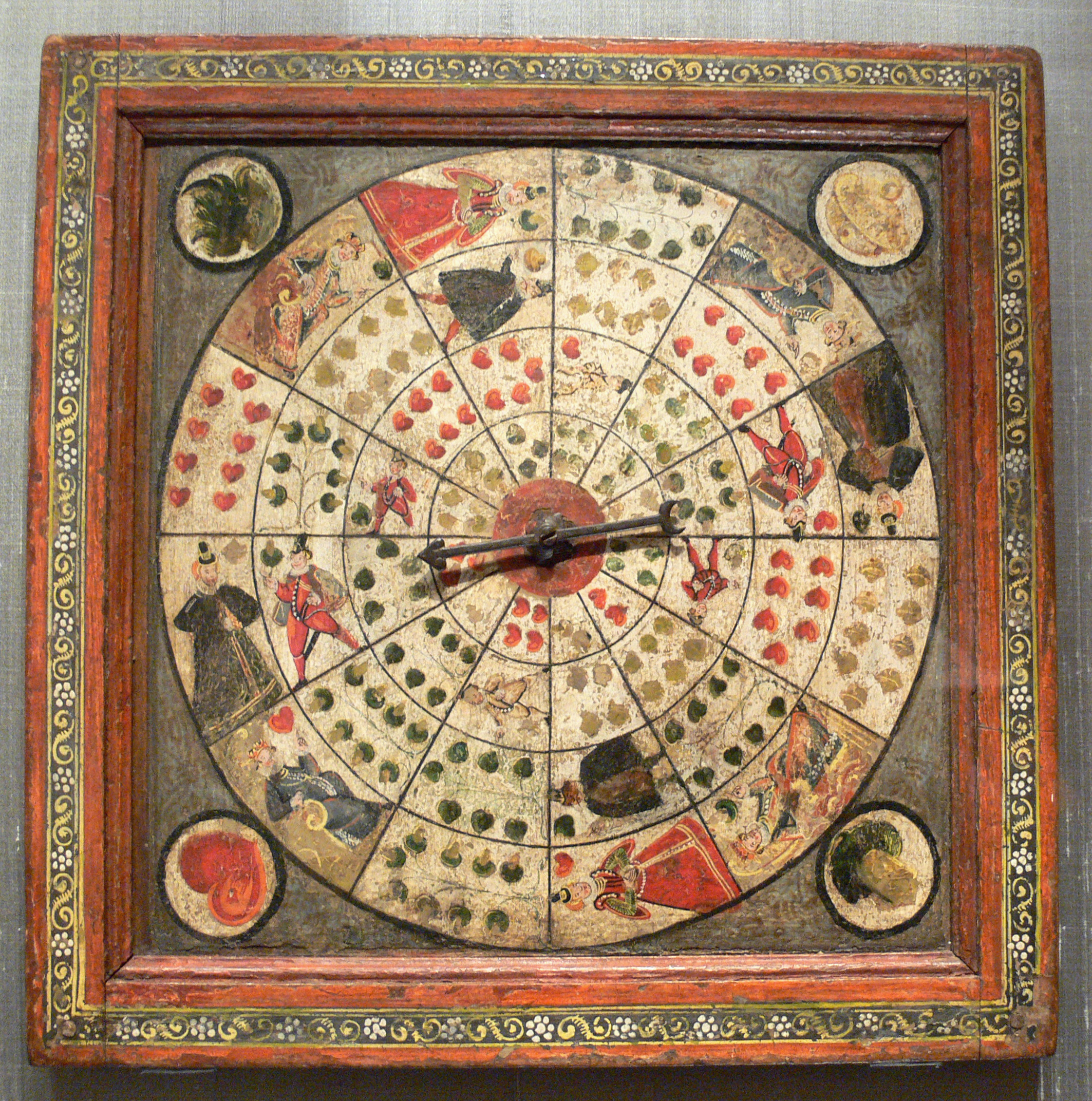
Zeigerroulette BNM I 14 104

Die Spielesammlung enthält vom Kunstkammer-Spiel zum Zwecke von „meditationes und contemplationes“ über höfische Luxusspiele des 18. Jahrhunderts bis zu biedermeierlichen Spielbögen, die im familiären Umfeld genutzt wurden,  umfangreiche Bestände verschiedener historischer Umstände und ist damit ein bedeutendes kulturhistorisches Zeugnis. Neben aufwendigen Spielkästen aus mehreren Jahrhunderten wird eine Auswahl an Schachspielen präsentiert, unter denen sich neben anderen kostbaren Materialien wie Elfenbein, Schildpatt und Perlmutt auch ein von Johann Joachim Kaendler gestaltetes Schachbrett aus Meißner Porzellan befindet. Die Sammlung umfasst ferner höfische Spieltische, Schachspiele und Figurensätze aus verschiedensten kostbaren Materialien, die die Besucher faszinieren. Von diesen sind, als beliebte Sammlerobjekte, auch vielfach Stücke wie Brettsteine, Figuren und Spielkarten als Stiftungen oder Vermächtnisse von Privatpersonen in die Sammlung aufgenommen worden. Als besonders schönen „Zug“ in der Präsentation des Königsspiels sind berühmte Partien der Schachgeschichte von Schachgroßmeistern nachgestellt worden.

#### Das Hildesheimer Silberservice
Mit über 200 Einzelteilen zählt das repräsentative Hildesheimer Tafelgeschirr zu den größten unter den deutschen Silberensembles des 18. Jahrhunderts. Es wurde vom Hildesheimer Fürstbischof Friedrich Wilhelm von Westphalen unmittelbar nach seinem Regierungsantritt für seine Hofhaltung in Auftrag gegeben. Der Kernbestand des Services wurde letztlich 1981 durch Initiative des Kunsthändlers Helmut Seling dem Bestand des Bayerischen Nationalmuseums zuteil und im Jahr 2011 mittels aufwendigster Methoden vollständig restauriert. Die eindrucksvolle Präsentation umfasst 30 Couverts, die auf der Grundlage historischer Pläne für den ersten Gang gedeckt sind. Die sorgfältig abgestufte Komposition gipfelt in den Tafelaufsätzen, die zu den glanzvollsten Schöpfungen des Rokoko zählen.

#### Klassizismus und Kunst des 19. Jahrhunderts
Der Kernbestand der Kunstwerke des 19. Jahrhunderts stammt aus dem ehemaligen Besitz des Hauses Wittelsbach und ist teilweise auf den Nachlass von König Max Joseph I. zurückzuführen, wie zum Beispiel private Erinnerungsstücke, insbesondere Porträts, Miniaturen und Schmuck. Die dynastischen Beziehungen zwischen Frankreich und dem bayerischen Königshaus führen ein Prunktisch mit Sèvres-Platte und andere Geschenke von Napoleon an Max Joseph I. und Kronprinz Ludwig vor Augen. Im anschließenden Themenbereich wird durch Möbel und Porzellangefäße der im 19. Jahrhundert vorherrschende französische Stil- bzw. Kunstgeschmack durch persönliche Gegenstände der Königin Caroline veranschaulicht. Im weiteren Verlauf des Rundgangs werden Kleider und Zeremonialgewänder aus ehemaligem Wittelsbacher Besitz gezeigt. Höhepunkt der Präsentation ist das Modell der Haupt- und Residenzstadt München, gefertigt von Johann Baptist und Franz von Seitz. Entstanden im Auftrag von Ludwig I. vermittelt es ein topographisch genaues Abbild der Metropole um die Mitte des 19. Jahrhunderts.

#### Jugendstil

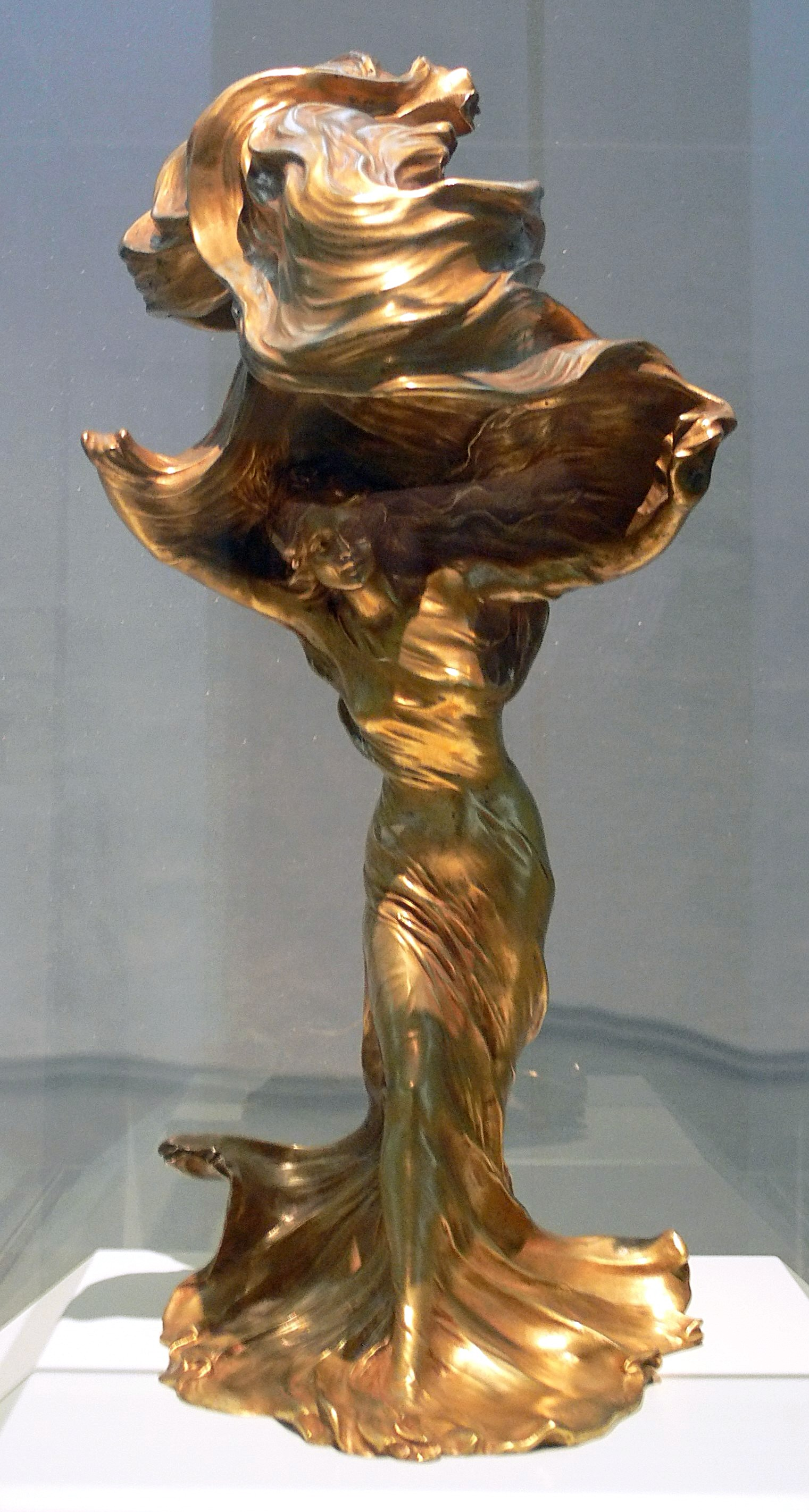
Die Schleiertänzerin Loïe Fuller

Im Jahr 1983 begründete der Ankauf  vieler Stücke aus der Sammlung Siegfried Wichmann die Jugendstilabteilung des Bayerischen Nationalmuseums. Mit einem Schwerpunkt auf den floralen Tendenzen des Jugendstils ergänzt die Sammlung die Bestände des Münchner Stadtmuseums, der  Villa Stuck und der Neuen Sammlung.
Mit insgesamt mehr als 200 Objekten bietet die Sammlung des Nationalmuseums Beispiele fast aller kunsthandwerklichen Gattungen aus den wichtigsten Jugendstilzentren, darunter Werke von Emile Gallé und dessen Hauptkonkurrenten Daum Frères aus Nancy,  René Lalique und mehr als einem Dutzend Arbeiten Louis Comfort Tiffanys. Der Münchner Jugendstil ist unter anderem durch Richard Riemerschmid und die für den Dichter Henry von Heiseler entworfenen Möbel von  August Endell repräsentiert. Insbesondere die experimentelle Verwendung des Werkstoffes Glas steht im Focus der derzeitigen Ausstellung, es werden aber auch Schmuckstücke, Keramik und Möbel gezeigt.

### Untergeschoss
Die volkskundlichen Bestände im Untergeschoss runden den kulturhistorischen Rundgang ab. Hier werden typisch ausgestattete, bayerische Bauernstuben mit Möbeln aus den letzten vier Jahrhunderten, sowie das Hafnergeschirr und die weltberühmte Krippensammlung gezeigt.

#### Krippen

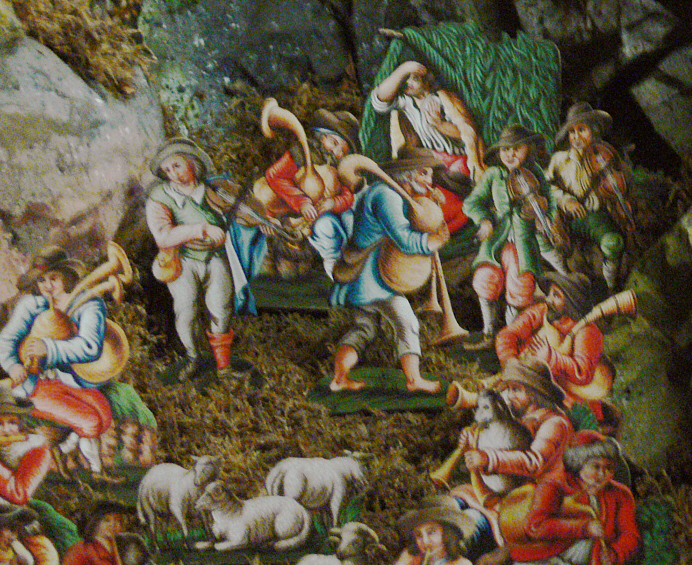
Papierkrippe Fieger um 1890

Der Münchner Bankier Max Schmederer übergab seine einzigartige Weihnachtskrippensammlung dem Bayerischen Nationalmuseum als Schenkung. Als künstlerisch wertvollste und umfangreichste Krippensammlung der Welt zeigt die Sammlung die Entwicklungsgeschichte der Krippe im Alpenraum und Italien vom 18. bis 20. Jahrhundert. Hölzerne, fein geschnitzte Figuren in regionaler Tracht sind ein typischer Bestandteil der aus dem alpenländischen Raum stammenden Kirchen- und Klosterkrippen aus der Barockzeit. Die Krippenfiguren aus Neapel, das um 1750 als das bedeutendste Zentrum des Krippenbaus für Italien galt, tragen beeindruckende Köpfe aus Porzellan. Die sorgfältig ausgearbeiteten Gliedmaßen dieser Figuren wurden mit kostbarsten Stoffen versehen. Die Krippen aus Sizilien sind von besonderer Ausdrucksstärke gekennzeichnet und thematisieren oftmals in einer sehr ernsten und überaus bewegten Darstellung die Flucht nach Ägypten und den Kindermord zu Bethlehem. Neben den Krippenszenen und Einzelfiguren sind im Museum Vorläufer der Weihnachtskrippe ausgestellt. Als solche gelten beispielsweise Gemälde, Altarreliefs und Skulpturengruppen, deren Ursprung noch vor dem 16. Jahrhundert liegt. Die Krippensammlung dient nicht nur zur Vermittlung von Bildern mittelalterlicher Frömmigkeit, sondern auch als Quelle für kunsthandwerkliche, theatergeschichtliche, theologische und kulturgeschichtliche Studien.

### Sammlung Bollert

Gebäude der Sammlung Bollert

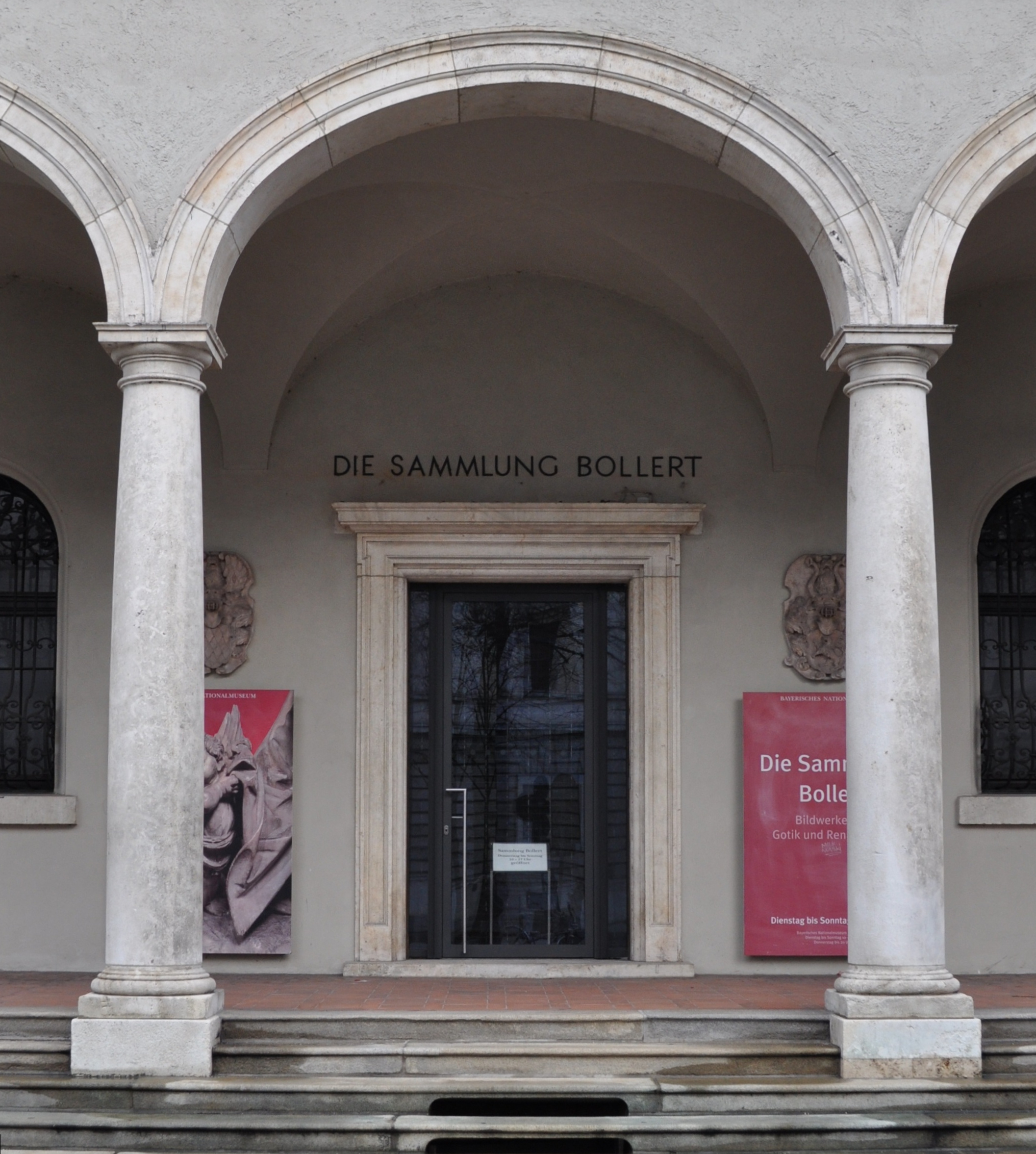
Die Sammlung Bollert im Bayerischen Nationalmuseum

In einem jüngst sanierten Gebäudetrakt des Museums wird seit 2005 die Sammlung des Berliner Justizrats Gerhart Bollert, die letzte große deutsche Privatsammlung mittelalterlicher Skulptur, als singuläres Dokument der Sammlerkultur des frühen 20. Jahrhunderts gezeigt. Der Hauptteil der Bildwerke stammt aus Süddeutschland, dem Alpenraum sowie Österreich, es gibt aber auch Bildwerke aus Mitteldeutschland, vom Niederrhein und aus den Niederlanden.
Unter den ausgestellten Werken befinden sich die Anna Selbdritt und die Maria einer Marienkrönung des Meisters der Biberacher Sippe, das vom Münnerstädter Altar Tilman Riemenschneiders stammende Relief Gastmahl im Hause Simons und die Anbetung der Könige aus der Werkstatt des Jörg Lederer sowie sieben Porträtmedaillons des Straubingers Andre Hanntlas aus der Mitte des 16. Jahrhunderts die Mitglieder Augsburger Patrizierfamilien darstellen.

## Auszeichnung
- 1988: Museumspreis des Europarates

## Zweigmuseen
Das Nationalmuseum unterhält bzw. unterhielt mehrere Zweigmuseen in ganz Bayern:
Aktuelle Museen:
- Bayerisches Schulmuseum Ichenhausen
- Zweigmuseum Schloss Obernzell
- Fränkische Galerie auf der Festung Rosenberg in Kronach
- Kunst- und Wunderkammer auf der Burg Trausnitz in Landshut
- Sammlung zur Landeskunde Ost- und Westpreußens im Alten Schloss Schleißheim, Oberschleißheim
- Sammlung Gertrud Weinhold im Alten Schloss Schleißheim, Oberschleißheim
- Meißener Porzellan-Sammlung Stiftung Ernst Schneider im Schloss Lustheim, Oberschleißheim
- Fürstliche Schatzkammer Thurn und Taxis in Regensburg
- Zweigmuseum Kloster Asbach in Rotthalmünster

Ehemalige Museen:
- Alpenländische Galerie in Kempten (Allgäu)
- Alpinmuseum Kempten

## Bildergalerie

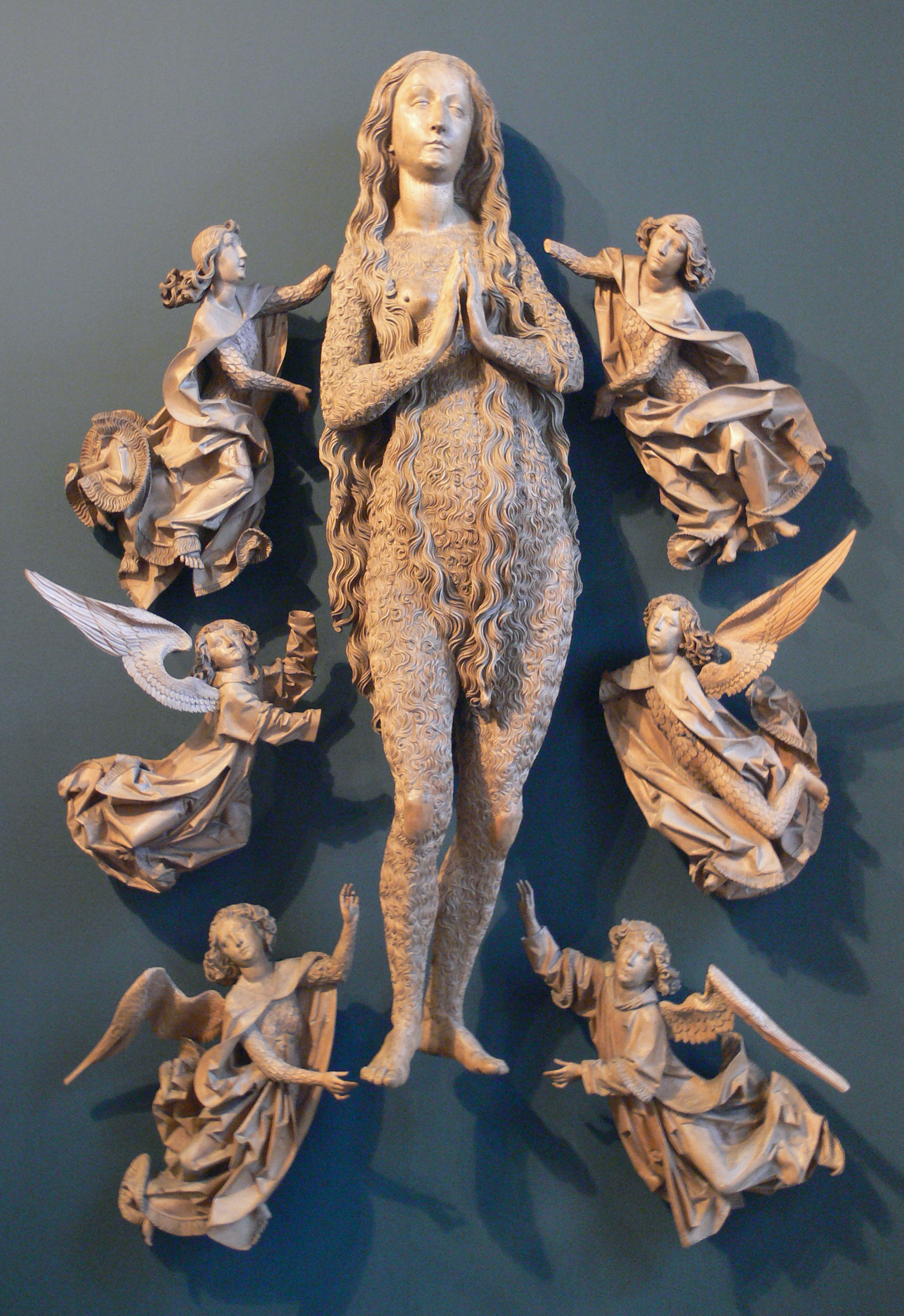
Tilman Riemenschneider: Magdalena
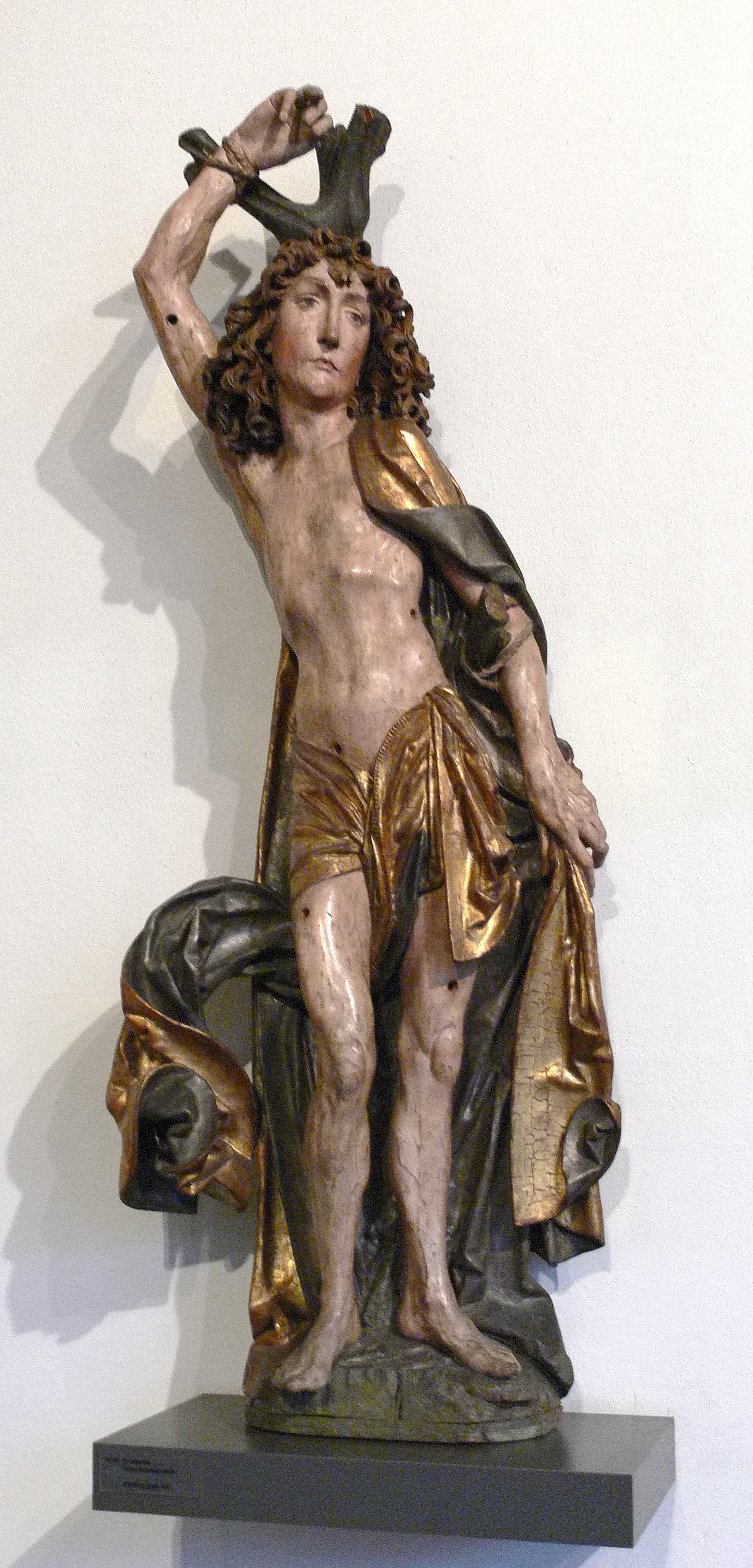
Tilman Riemenschneider: Heiliger Sebastian
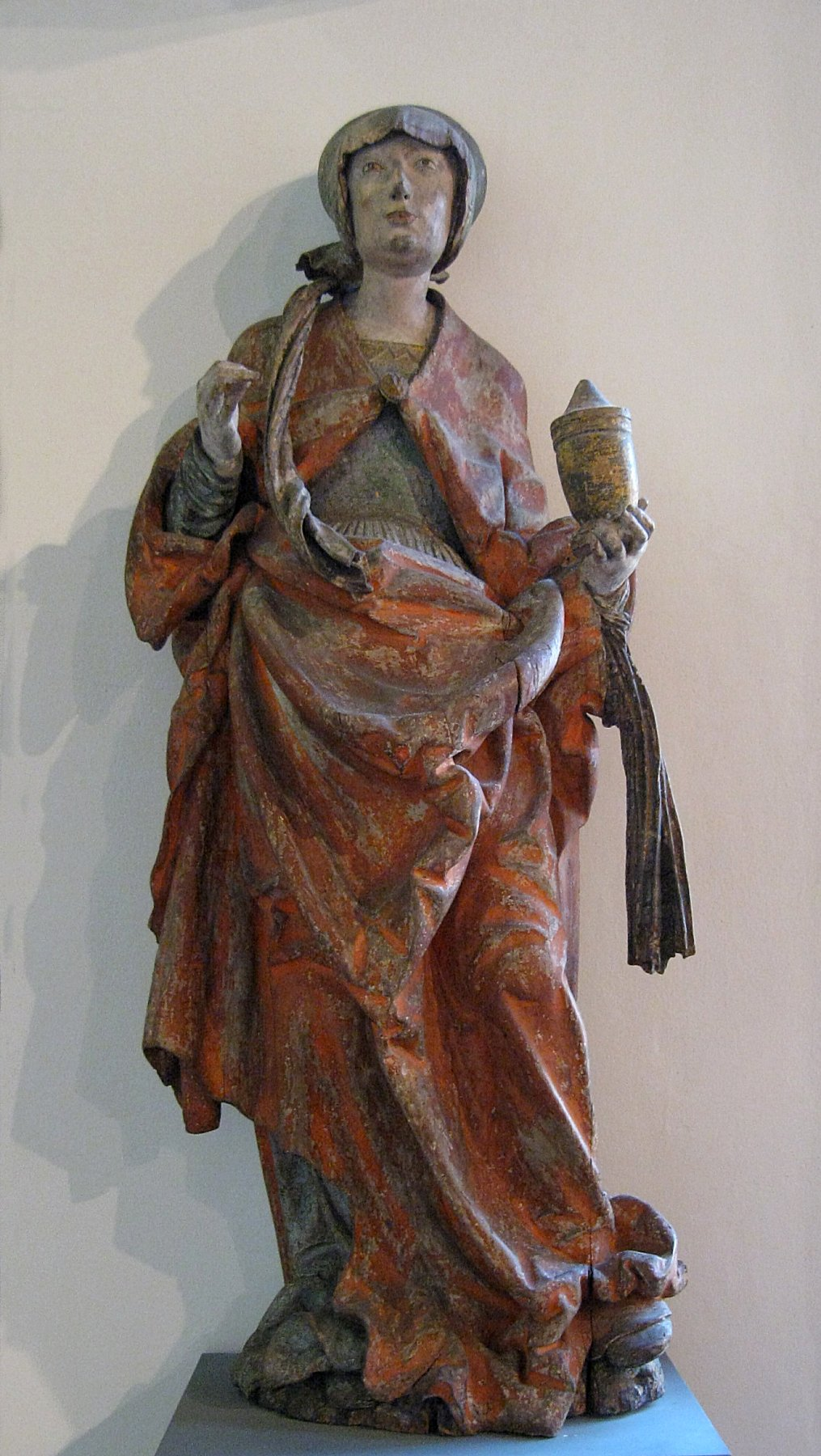
Hans Leinberger: Hl. Magdalena, um 1520
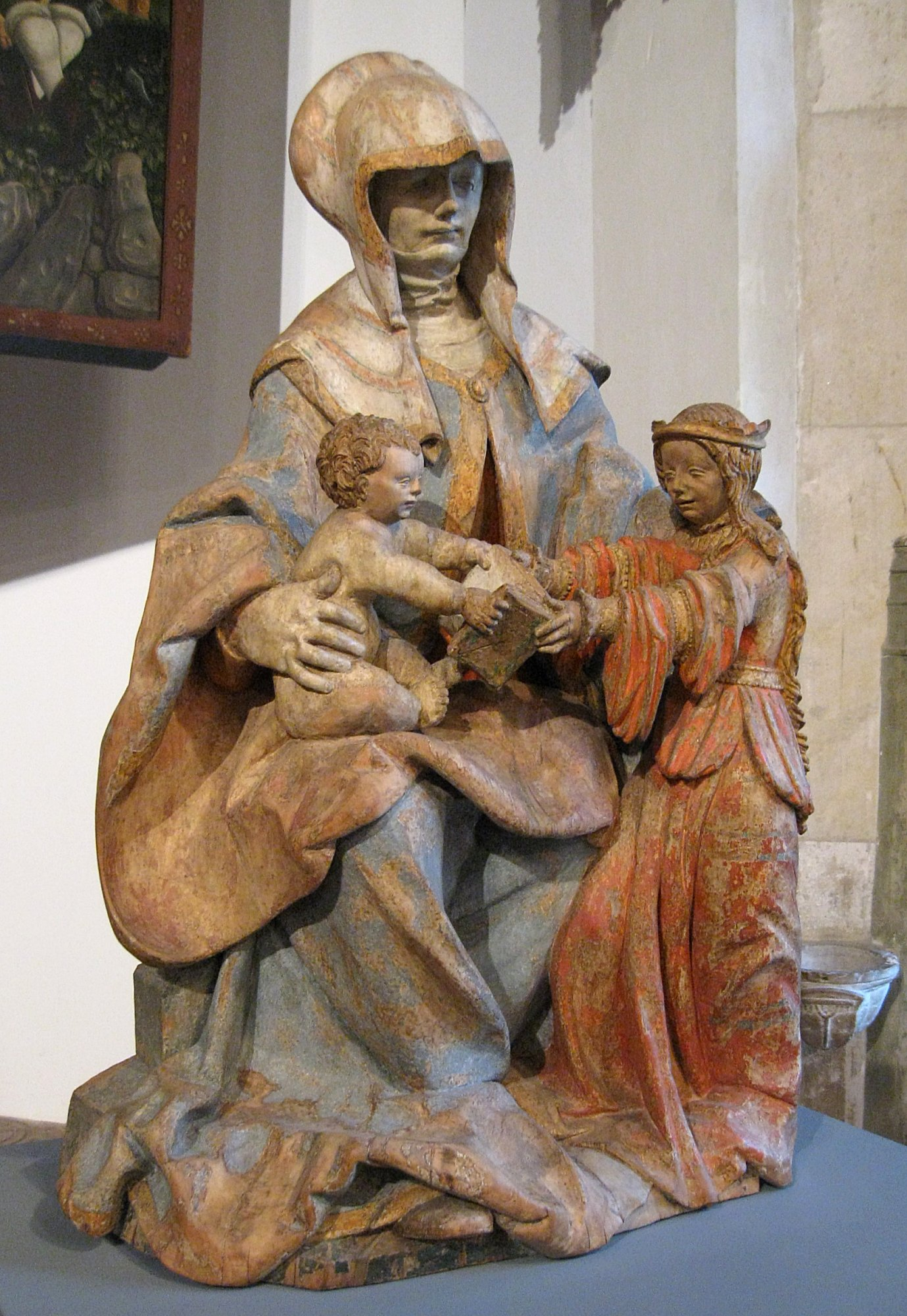
Hans Leinberger Hl. Anna Selbdritt
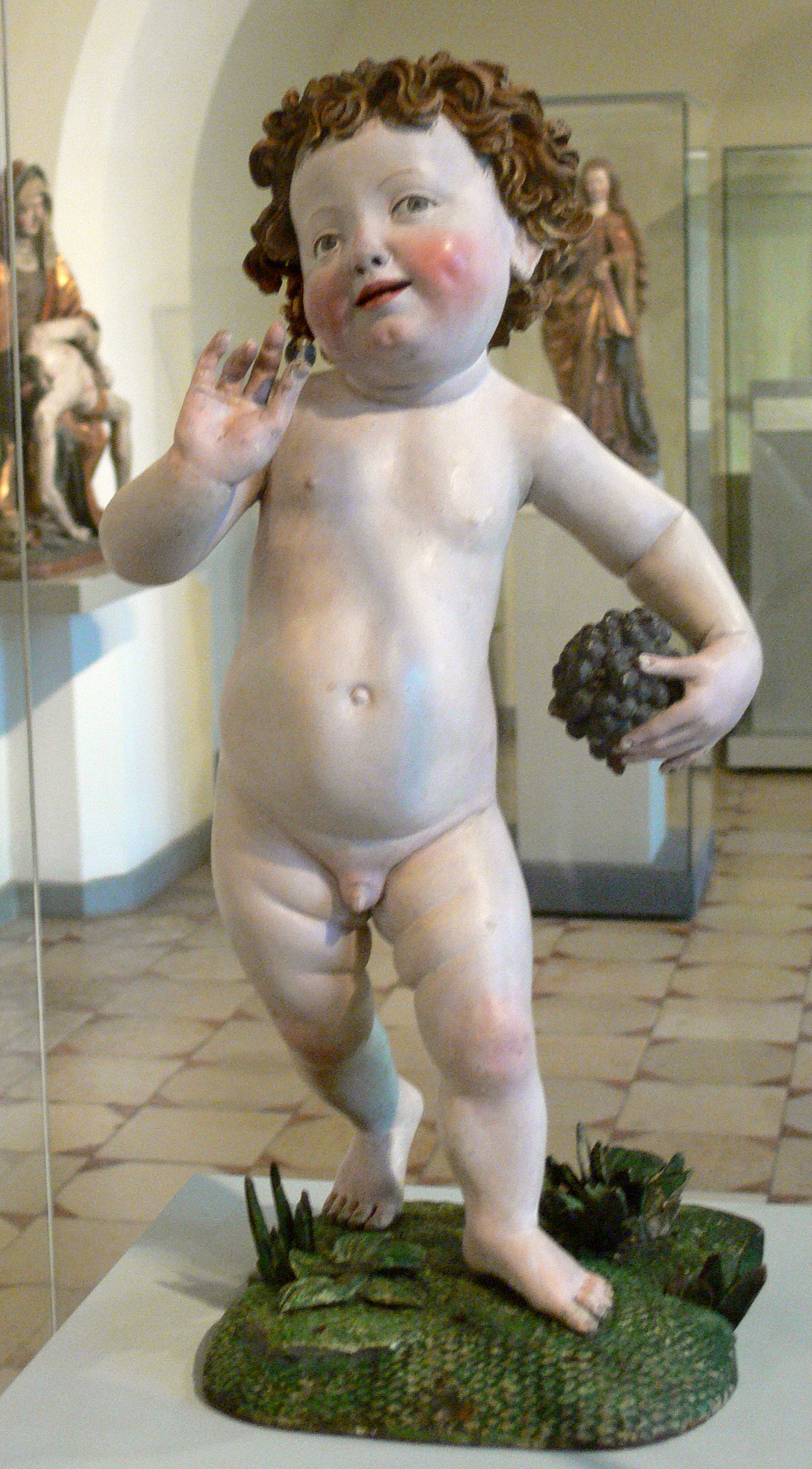
Niclaus Gerhaerts von Leyden: Jesuskind mit Weintraube
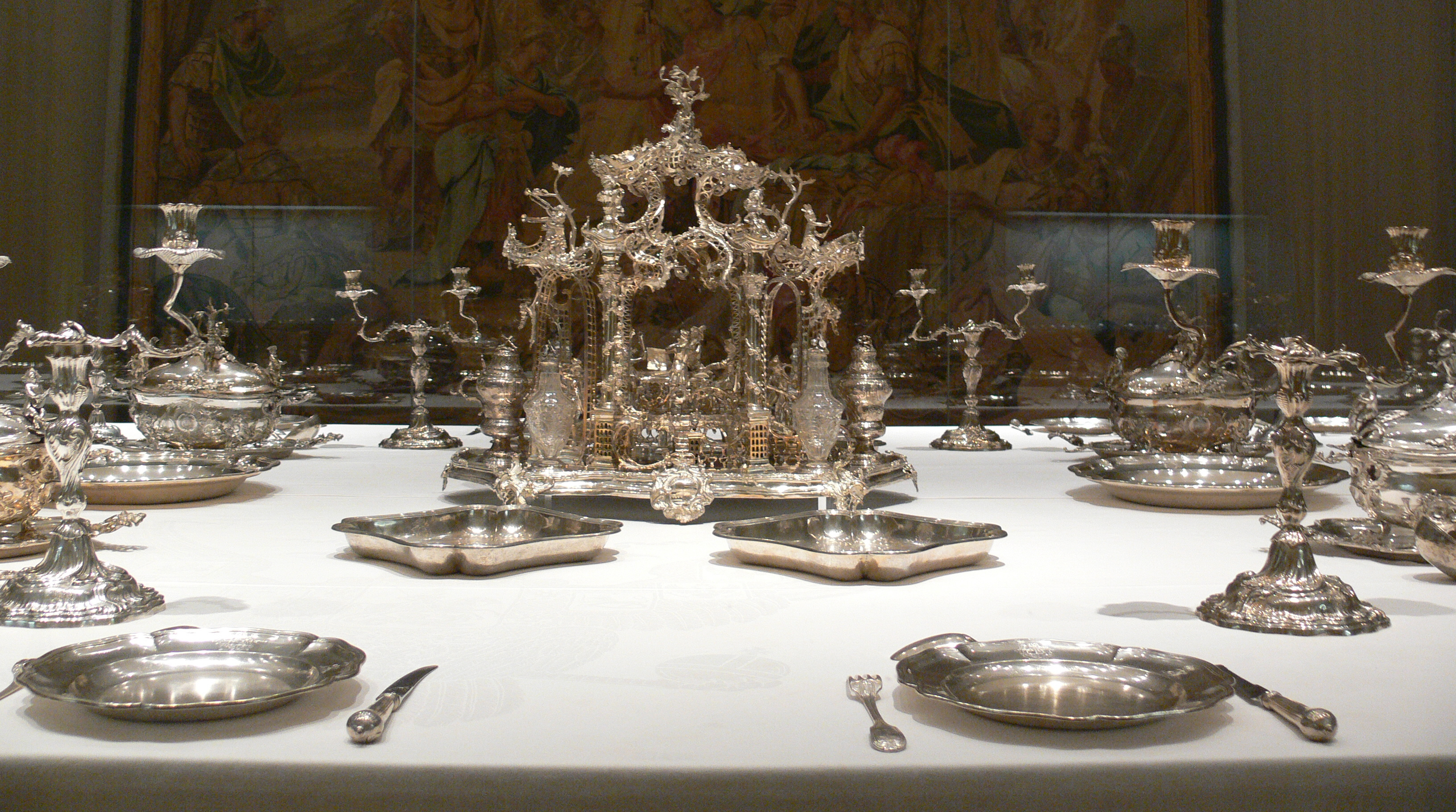
Augsburger Tafelservice der Fürstbischöfe von Hildesheim
Conrat Meit: Judith mit dem Haupt des Holofernes
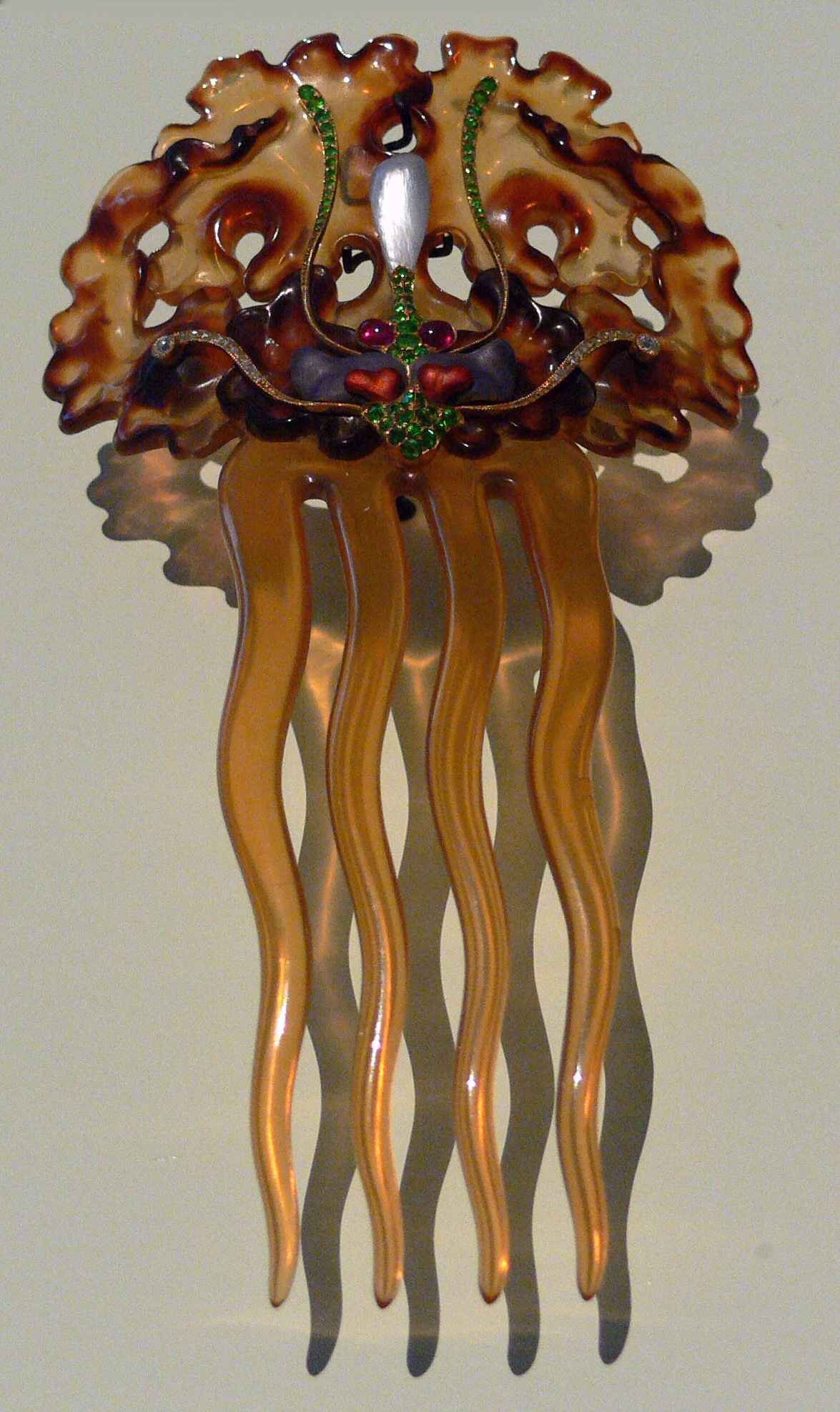
Steckkamm mit Insekt und Algen